# Izsa

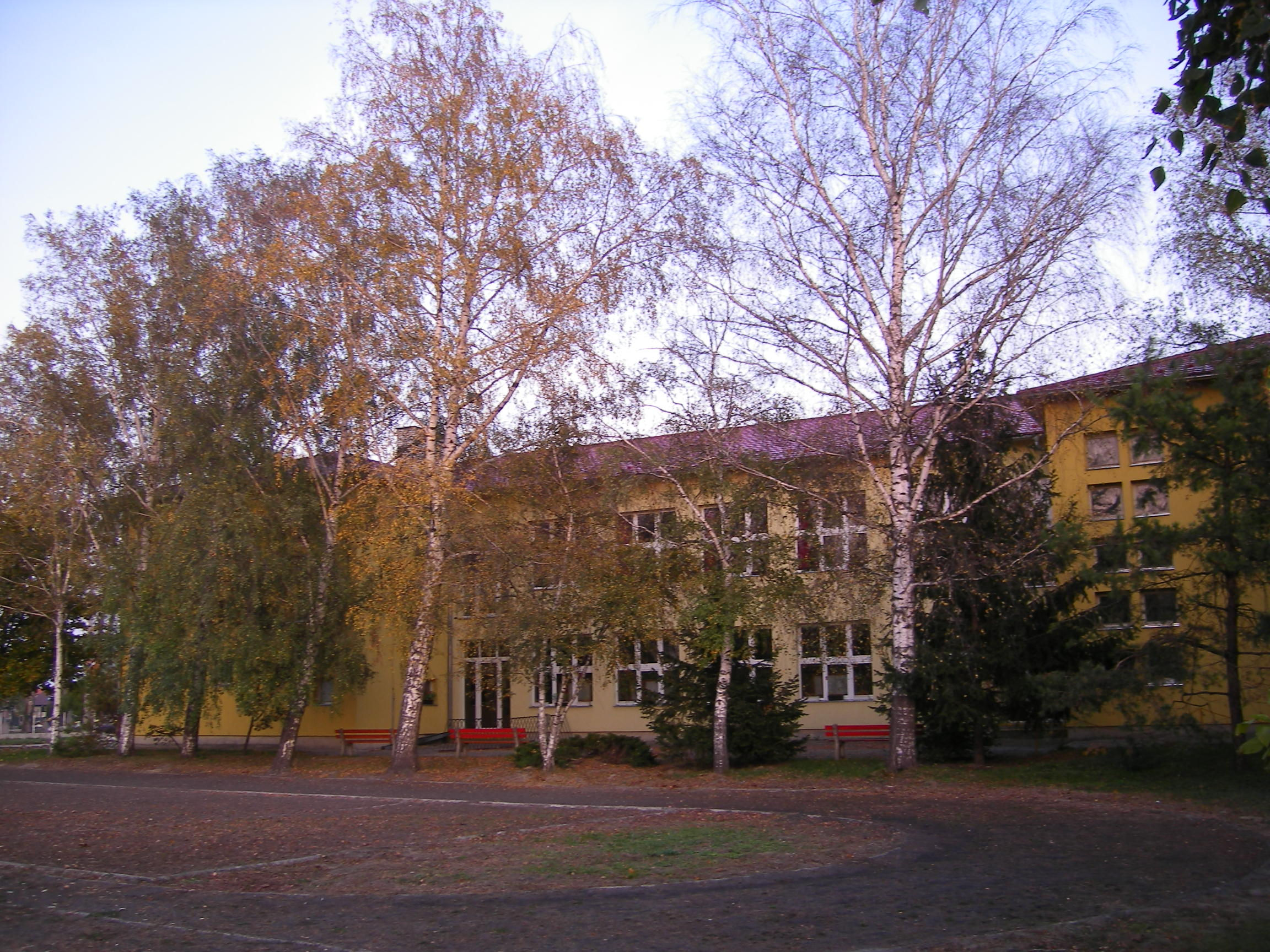
A Döme Károly Alapiskola

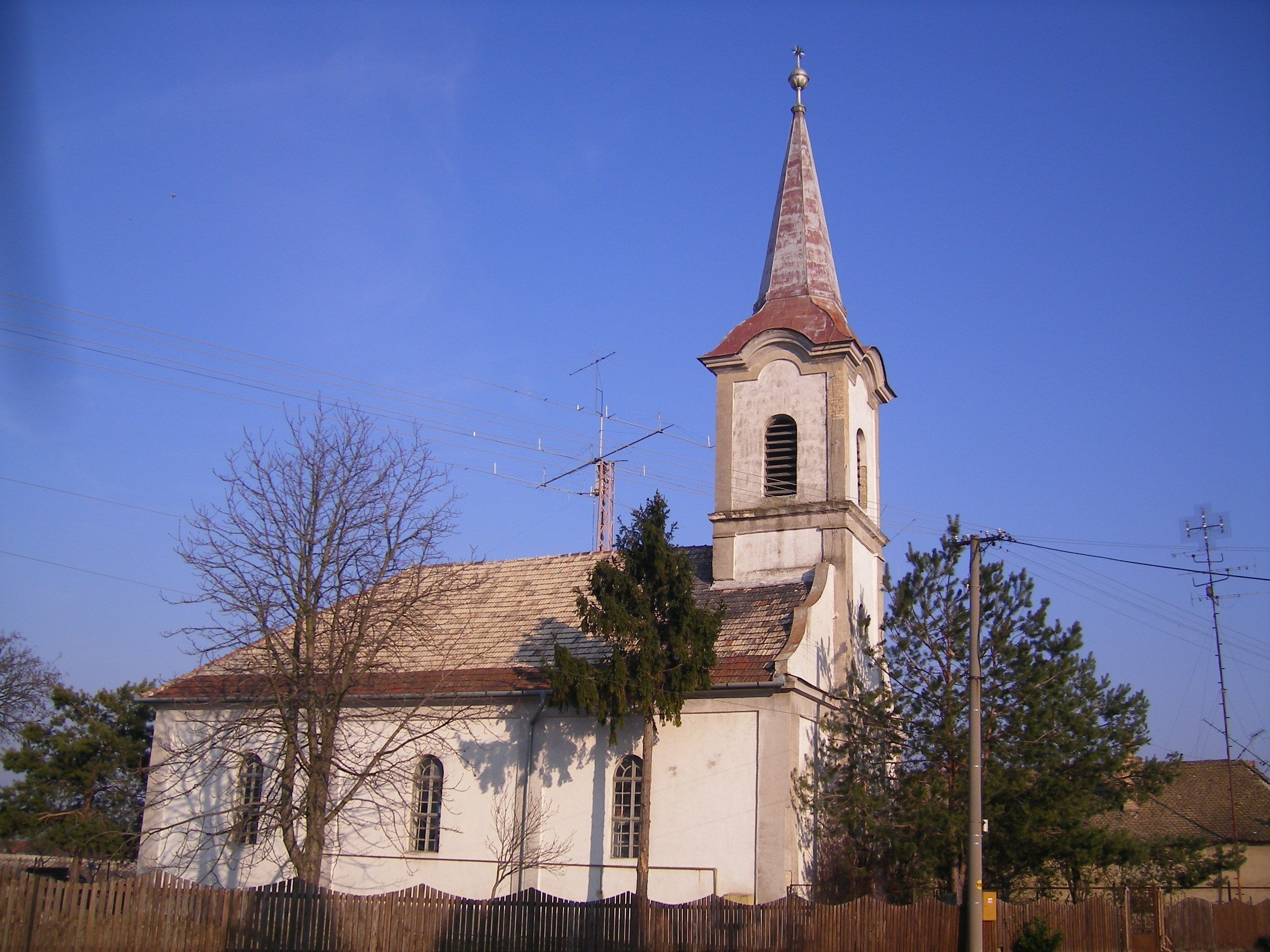
A református templom

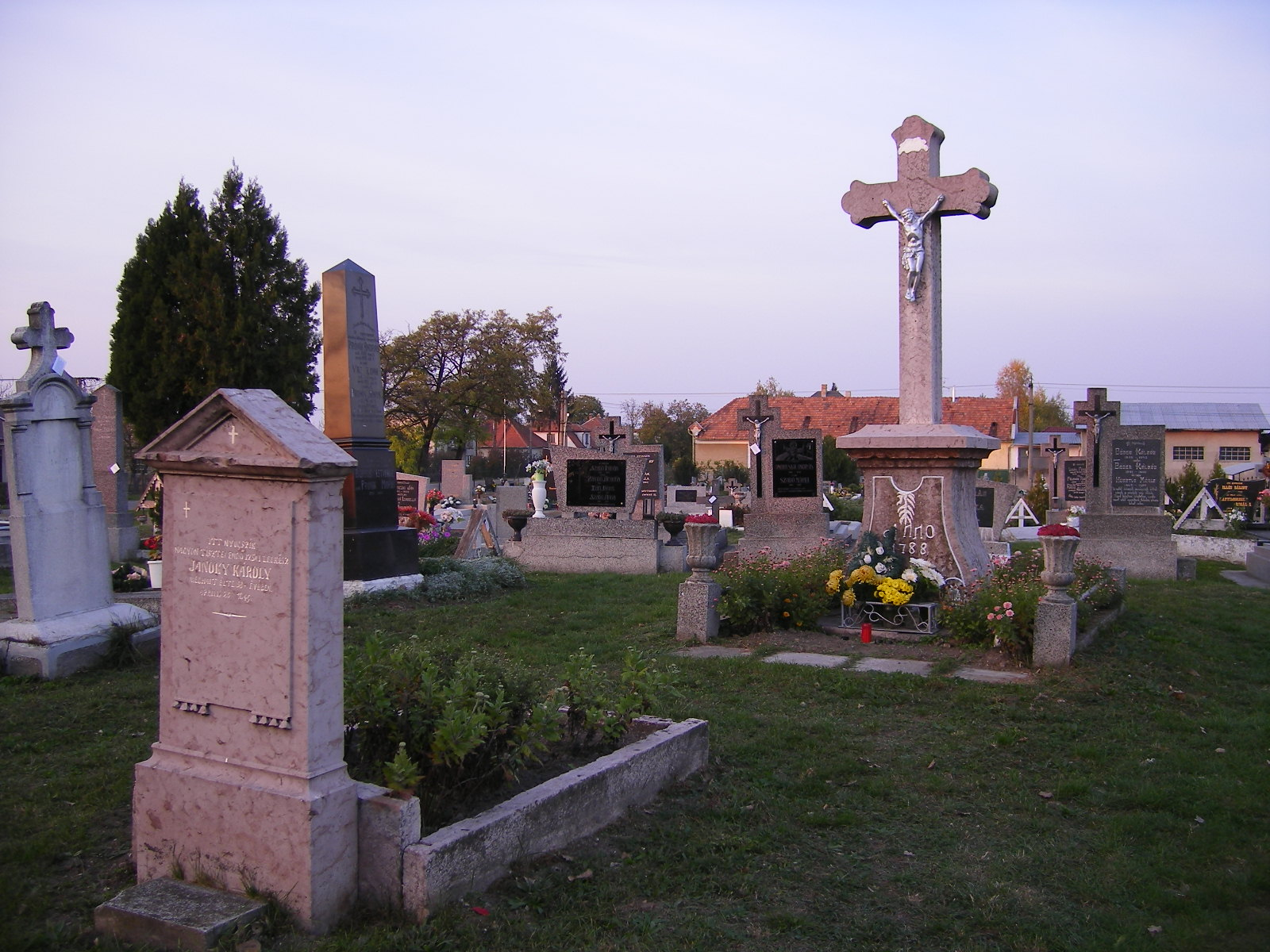
Jánoky Károly síremléke és a temetői nagykereszt

Izsa (szlovákul Iža) község Szlovákiában, a Nyitrai kerületben, a Komáromi járásban. Közigazgatási területe 28,07 km².

## Fekvése
Komáromtól 8 km-re keletre, a Duna bal partján fekszik. Hozzátartozik a falutól keletre fekvő Bokrospuszta (Bokroš). Északról az Öreg-Zsitva határolja, de közigazgatásilag hozzátartozik egy mintegy 300 méter széles, 7 km hosszú földsáv is, amely Komáromszentpéter határáig húzódik. Nyugatról Komárom, északról Hetény és Marcelháza, keletről Pat község, délnyugatról Dél-Komárom, délről pedig Almásfüzitő határolja. Déli határát a Duna alkotja, amely egyben államhatár is Szlovákia és Magyarország között. Izsán áthalad a Komáromot Párkánnyal összekötő 63-as főút. A falu belterületén és a Duna-töltés között húzódik az Izsai-kanális (Ižiansky kanál).
Izsától Komáromig a Duna bal partján még 1860-ban is erdő húzódott (fűz, vadkörte, galagonya, csipke, cserjés aljnövényzet, tölgy, nyár, szilfa). Az erdő fáit tüzelésre használták, valamint kosárfonás alapanyagául is szolgált. A Duna szabályozásával az ártérre húzódtak vissza a fás növénytársulások, a község területének túlnyomó része szántóterület. A falutól nyugatra kisebb területen szőlőművelés, Bokrospuszta közelében pedig gyümölcstermesztés folyik.

## Élővilága
Izsán 2 gólyafészket és egy kosarat tartanak nyilván, illetve Bokros-pusztán van 2 alátét. A főút mentén a református templom mellett és az emlékműnél lévő fészekben 2012-ben 4 fiókát számoltak össze. 2013-ban hosszas párbajozás után végül nem költöttek a fészekben. A közelben készült egy ideiglenes fészek is. 2014-ben 5, 2015 3, 2016-ban 4 fióka repült ki. Az egykori JRD területén lévő fészekben 2012-ben 4 fióka, 2013-ban 3 fióka, 2014-ben 5, 2015-ben 4, 2016-ban 3 fióka volt. Mindkét fészek hosszú ideje van használatban, míg az egyik bokrosi alátétről 2018 óta vannak pozitív költési adatok. Ott 2022-ben 2 fiókát számoltak össze.
A falu határában található a Bokrosi-szikes (Bokrošské slanisko) természetvédelmi terület. A sással borított területet csak tavasszal borítja víz.

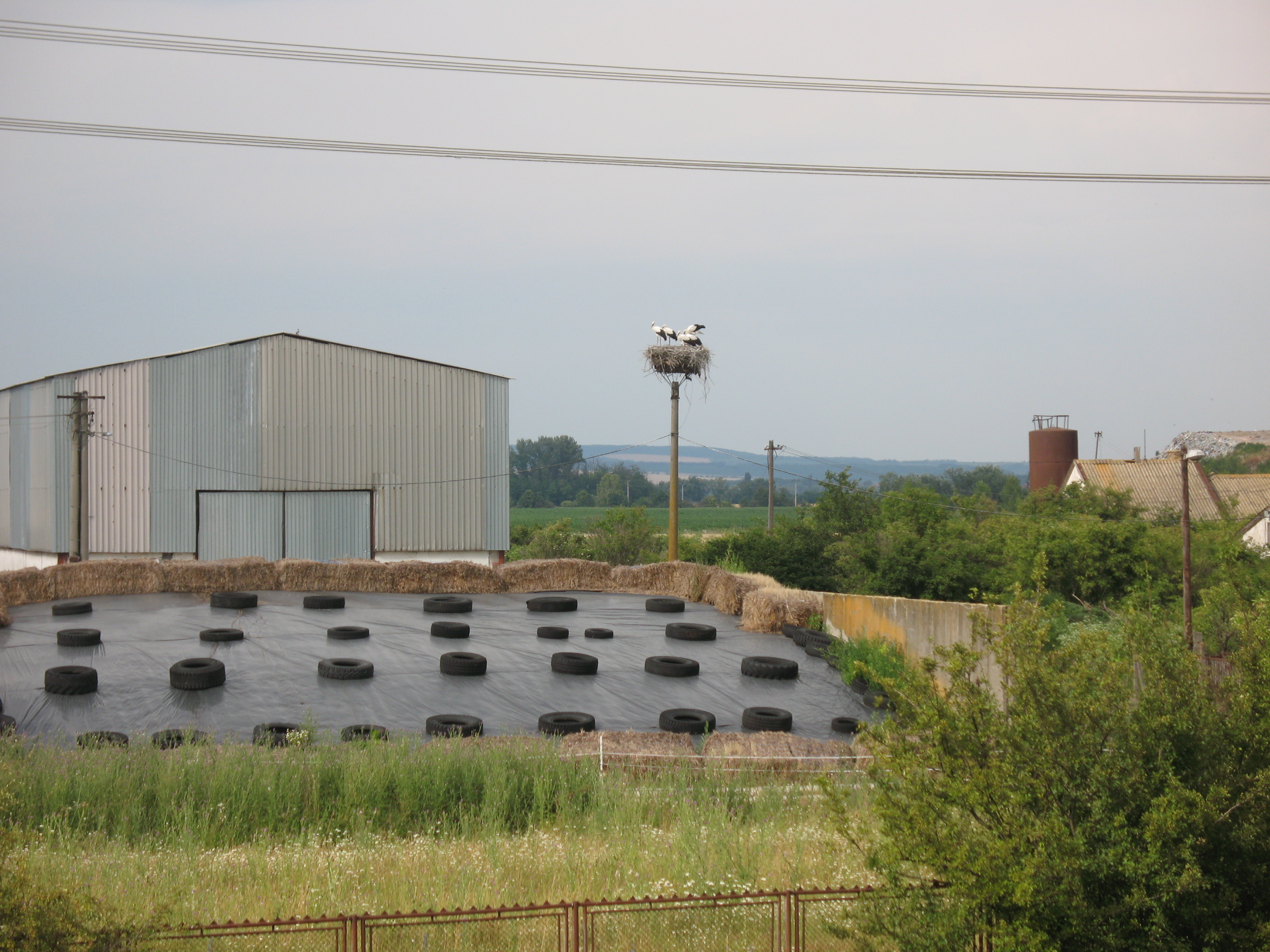
Gólyafészek az egykori EFSz területén 2014
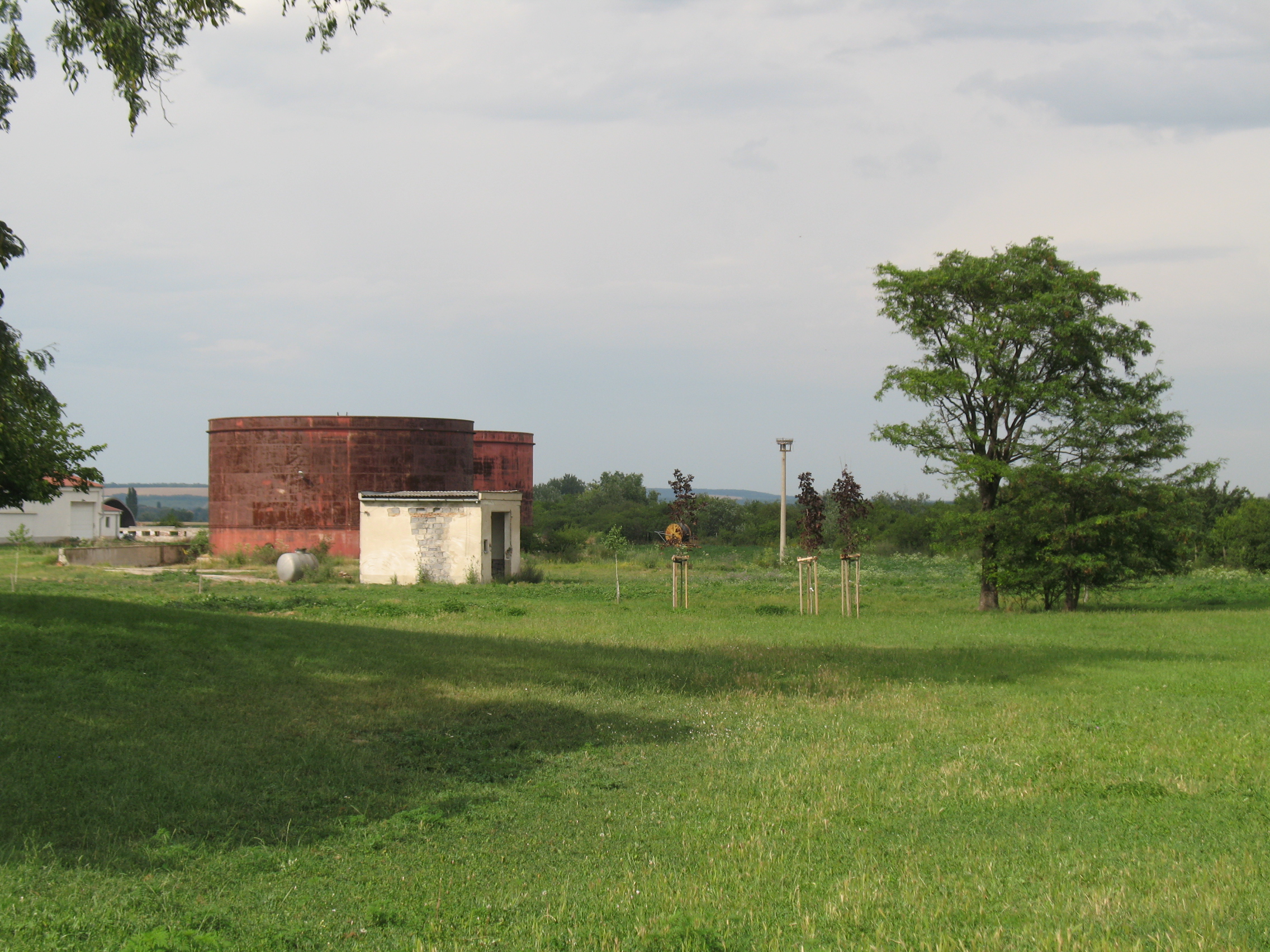
Bokros-puszta 2014
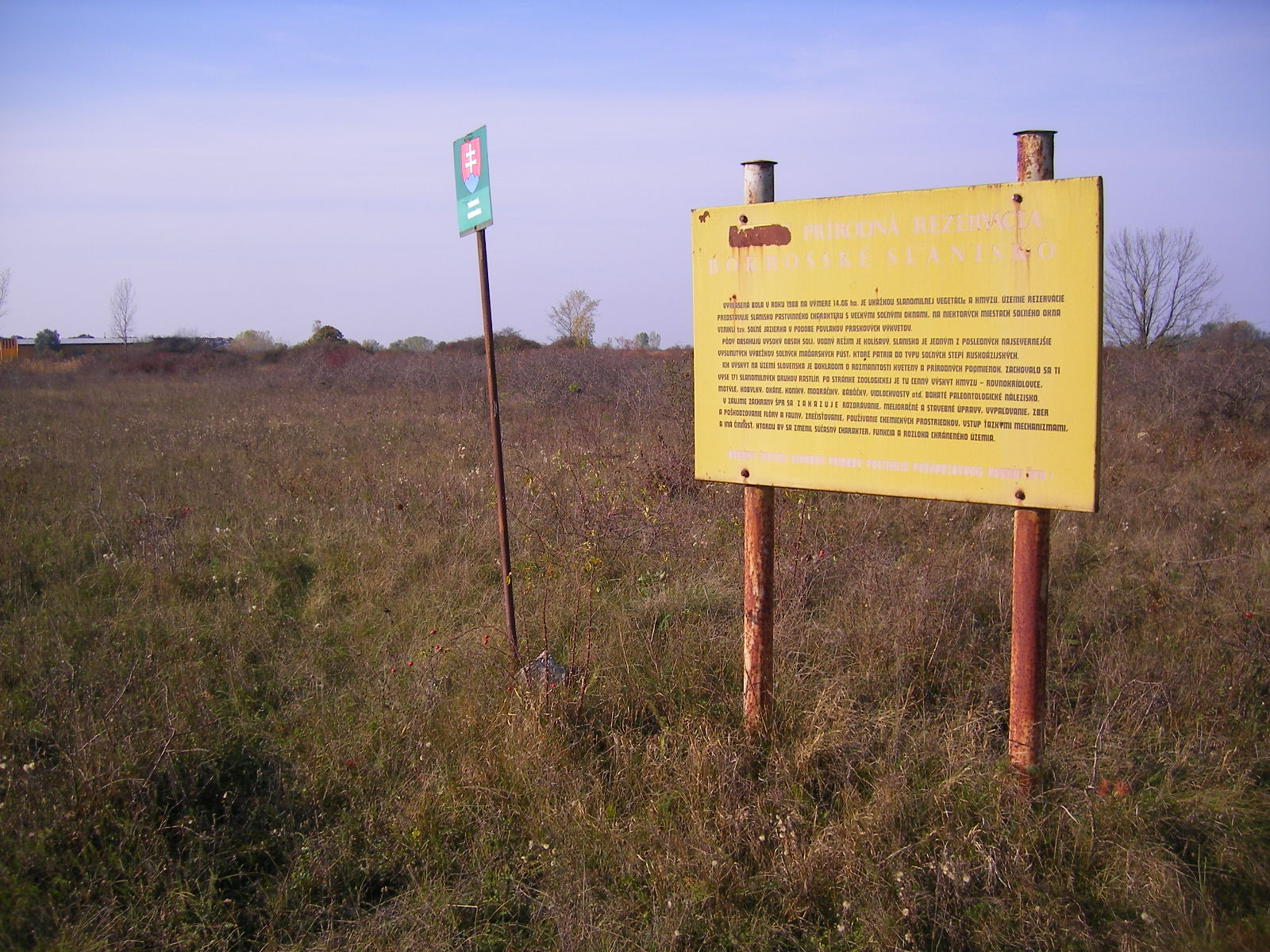
A Bokrosi-szikes

## Történelem
A régészeti leletek tanúsága szerint a község területe már az újkőkorszakban lakott volt. A zselízi csoport és a lengyeli kultúra tárgyi emlékei kerültek elő. A római korban határában húzódott a limes és ennek egyik fontos katonai tábora (2–4. század). A mellette fekvő Celemantia polgári település a mai község területén állt. A Duna partján lévő 1. századi erőd maradványait a régészek feltárták. Az erődítmény a szemközti Brigetio (a mai Szőny területén) elővédjének számított. Elsőként a markomann háborúk idején, a 170-es években épült itt fa-földsáncos tábor, amely egy germán támadáskor elpusztult. Ezután a 2. század végén a rómaiak egy új négyzet alakú auxiliáris erődöt építettek, ennek falai 172 m hosszúak voltak. A 2 m széles és 4–5 m magas falakhoz 20 torony tartozott. A 3. században az erőd megrongálódott, de helyreállították és egészen a 4. század végéig fennállt. A Brigetio-val való összeköttetést és utánpótlást feltehetőleg egy kikötő és ideiglenes ponton híd szolgálta. Később a romokat széthordták, Izsa csaknem valamennyi házának az alapját ezekből a kövekből rakták le. A Leányvár elnevezés a hagyomány szerint onnan ered, hogy Valentinianus császár itt tartotta volna a kedveseit. 1930-ban a falu belterületéről három különböző helyen valószínűleg sírokat bolygattak meg.
2021 óta Celemantia A Római Birodalom dunai limese világörökségi helyszín része.
Az első írásos emlék 1268-ból származik, mint "villa Ysa" a komáromi vár tartozéka volt. Izsa községet V. Ince pápa 1276. évi bullája is említi. IV. Béla király a község halászati jogát a nyúlszigeti apácazárdának (margitszigeti klarisszák) adta, s a pápa az adományt megerősítette és a szerzetet továbbra is különös pártfogásába ajánlotta. Ez az okmány említi a vizafogást is, amelyről a falu később is híres volt. 1291-ben is említik a források. A 14. században Örspusztával együtt a gróf Cseszneky család birtoka volt. Később Mátyás király az izsai halászokat mentesítette az adófizetéstől. A 16. században Somogyi Gáspár a falu egyik birtokosa, akinek birtokát 1593-ban Novák Mihály esztergomi prépost szerezte meg.
A török korban a falu sokat szenvedett a sorozatos támadásoktól, ekkor szinte teljesen elnéptelenedett. 1615-ben elhagyott falu. A lakosság a Bokrospuszta melletti Kormos-laposi-dűlő föld alatti gödreibe menekült. Az összeírások csak 20 ép házról számolnak be. A szivattyútelep közelében áll egy kis boltíves híd, amelyet a hagyomány szerint a török időkben építettek. 1599-ben Bocskai István hajdúi égették fel a falut.
A 18. században földrengések (1763, 1773, 1822) és árvíz pusztították. Az 1822-es földrengés után csak 16 ép ház maradt a faluban. 1848-ban kisebb csata volt a falu határában. A 19. század első felében a folyók pusztító áradásai ellen Izsa népe körgát, földhányásos dombok megépítésével védekezett. Az állandó félelem indította a lakosságot arra, hogy az árvíz elleni védekezésben összefogjanak, így létrehozták az Ármentesítő társulatot 1876-ban. Az 1895-ös  árvíz emlékét őrzi a templom bejáratánál elhelyezett vízrajzi magasságjegy. 1899. szeptember 11-én a falunak csaknem a fele leégett, egy héttel később pedig a Duna öntötte el. 1899-ben 1799 lakosa volt, és 369 háza.
A Magyarországi Tanácsköztársaság 1919 júniusában keleti irányból újabb kísérletet tett Komárom visszafoglalására, és monitorokkal is lőtték a várost. A heves harcokban a csehek visszaszorították a magyar csapatokat Izsa irányába, végül a Clemenceau-jegyzék elfogadása után feladták az északi hadjárat területszerzéseit. A harcoknak több polgári áldozata is volt. A trianoni békeszerződésig Komárom vármegye Udvardi járásához tartozott. A lakosság mezőgazdasággal, halászattal, szövéssel és hímzéssel foglalkozott. A 20. században a Duna töltésének megépítése után alakult ki a mai utcahálózat (korábban csak a magasabban fekvő területekre építkeztek). A ma is látható mély árkok az utcák mellett a víz levezetésére szolgáltak.
1938–1945 között ismét Magyarországhoz csatolták. 1939-ben épült meg a Persei-hengermalom, 1942-ben pedig a falun áthaladó szilárd burkolatú főút. 1945 elején a falu harci cselekmények helyszíne lett, a Komárom felé előnyomuló szovjet katonák januárban érték el. Több légitámadás is sújtotta a falut. 1950-ig Izsa határa egész a Vág torkolatáig terjedt, hozzátartozott Harcsás és Kisizsa is, amelyeket ekkor Komáromhoz csatoltak. A ma már nem létező, Hetényhez közeli Örsipuszta is hozzá tartozott.
Az 1965-ös dunai árvízben 267 ház dőlt romba, de a többi házban is nagy károk keletkeztek. Június 15-én Path és Zsitvatő között átszakadt a Duna gátja és a víz elöntötte a falut. A lakosságot két hétre kitelepítették. A faluban 1991 óta zoknigyártó üzem (VT) működik. 1994-ben Izsa határában (a falutól keletre) francia beruházással hulladéktárolót létesítettek. 1992 óta helyi televízió is működik.
2013-ban múzeum nyílt a faluban.

## Népessége
| Év:            | 1994. | 2004.   | 2014.   | 2024.   |
| -------------- | ----- | ------- | ------- | ------- |
| Emberek száma: | 1626  | 1632    | 1636    | 1797    |
| Eltérés:       |       | +0,36 % | +0,24 % | +9,84 % |

| Év:            | 2023. | 2024.   |
| -------------- | ----- | ------- |
| Emberek száma: | 1786  | 1797    |
| Eltérés:       |       | +0,61 % |

1880-ban 1695 lakosából 1634 magyar és 4 szlovák anyanyelvű volt.
1890-ben 1799 lakosából 1796 magyar és 2 szlovák anyanyelvű volt.
1900-ban 2056 lakosából 2051 magyar és 3 szlovák anyanyelvű volt.
1910-ben 2136 lakosából 2134 magyar és 1 szlovák anyanyelvű volt.
1921-ben 2046 lakosából 2017 magyar és 26 csehszlovák volt.
1930-ban 2363 lakosából 2122 magyar és 235 csehszlovák volt.
1941-ben 2332 lakosából 2323 magyar és 6 szlovák volt.
1970-ben 1901 lakosából 1496 magyar és 394 szlovák volt.
1980-ban 1837 lakosából 1435 magyar és 387 szlovák volt.
1991-ben 1642 lakosából 1233 magyar és 364 szlovák volt.
2001-ben 1589 lakosából 1156 magyar (72,7%) és 385 szlovák (24,2%) nemzetiségű volt.
2011-ben 1643 lakosából 1066 magyar, 461 szlovák, 16 cseh, 4 cigány, 2 lengyel, 1-1 ukrán, szerb és más és 91 ismeretlen nemzetiségű volt.
2021-ben 1781 lakosából 1131 (+41) magyar, 3 (+1) cigány, 478 (+38) szlovák, 1 ruszin, 35 (+3) egyéb és 133 ismeretlen nemzetiségű volt.

## Oktatás, kultúra
A községben óvoda, valamint magyar és szlovák tannyelvű általános iskola működik, amely 2000 óta Döme Károly nevét viseli. 1989 óta minden tavasszal hagyományőrző lovasnapokat tartanak a községben. 2004-ben leégett művelődési házát 2012-ben újították fel.

## Megújuló energia felhasználása
A község határában öthektáros területen napelemes erőmű épült, amely évente 2500 MWh energiát termel. Az erőmű megvalósítása 8,3 millió euróba (mintegy 2,5 milliárd magyar forint) került. Az izsai telepen 11 430 darab 175 watt (összesen 2 MW) névleges teljesítményű napelemet szereltek fel. A beruházás kivitelezője egy győri vállalat lesz. Szlovákiai viszonylatban a komáromi régió különösen kedvező fekvésű a napenergia felhasználásának szempontjából, a napsütéses órák száma viszonylag magas. (MTI, 2009.2.26)

## Nevezetességek
- Az 1. századi leányvári római katonai tábor, Celemantia romjai a Duna töltésénél találhatóak. Régészeti feltárását 1906-ban kezdte el az izsai születésű Dr. Tóth-Kurucz János, aki a tábor alaprajzát is elkészítette. Még 1912-ben is ásatott.[15] Ásatásai során értékes kerámia tárgyak, pénzérmék, kőmaradványok kerültek elő. Ezt követően a Prágai Állami Régészettudományi Intézet és a Szlovák Tudományos Akadémia Régészeti Intézetének munkatársai meghatározták a tábor egyes építményeinek pontos helyét. Az ásatások (még 2011-ben is folynak) során a védőfalak alapjait tárták fel. A mintegy 3 hektár területen fekvő egykori erődítmény 1957 óta élvez műemléki védelmet. Az erődítmény déli falának alapjait rekonstruálták és fából felépítették a déli kapu (porta decumana) sziluettjét is. Megtekinthető az északi kapu (porta praetoria) és két őrtorony alapja, valamint a kút is. Az itt feltárt leletek a Duna Menti Múzeum állandó kiállításán, valamint a komáromi Római Kőtárban (a VI. bástyában) tekinthetőek meg.
- Kelemantia Római Kori és Néprajzi Múzeum – a főúton található, amelyet 2013-ban nyitottak meg. A múzeumban két kiállítás található: római és néprajzi.
- Mihály arkangyal tiszteletére szentelt római katolikus temploma eredetileg gótikus stílusban épült. 1599-ben már fennállt (ekkor Bocskai hajdúi felégették). 1721-re újjáépítették, de az 1763-as és 1773-as földrengés súlyosan megrongálta. Mai alakját 1774-re nyerte el. Eredeti rokokó berendezésének egy része fennmaradt (főoltár, szószék, mellékoltár). Oltárképe 1883-ból való.
- Református templom, 1871-ben épült késő klasszicista stílusban. Téglalap alaprajzú épület, homlokzati beépített toronnyal, neogótikus fa szószékkel.
- A katolikus plébánia épülete a legrégibb építmény a községben. Homlokzatán Szemes György esztergomi kanonok címere látható.
- Az izsai temető érdekességei a jellegzetes fehér fakeresztek és a Baglyos-rezervátum.
- A faluban 220 m mélyről feltörő ásványvízforrás található, ennél filagóriát építettek fel.
- Az evangélikus templom a 20. században épült.
- Nepomuki Szent János szobra – A katolikus templom mellett álló, az első világháborúban elesettek emlékművétől harminc lépésnyire nyugatnak egy süttői vörös márvány talapzaton áll Nepomuki Szent János szobra, homokkőből.
- Székelykapu – A községi hivatal előtt 2018-ban felállított faragott székelykapu Felszegi Sándor székelyudvarhelyi (Románia) fafaragó alkotása.
- Török híd – A Duna partján, nem messze a szivattyútelep épületétől található egy boltíves tartószerkezetű hidacska. A hídról az hírlik, hogy a török időkből való, jelenlegi megnevezése “Török híd”. Ma is jó műszaki állapotban van.
- Bokrosi szikes – A Bokrosi szikes kis kiterjedésű, ám annál jelentősebb természeti értéket képvisel. Különleges sókedvelő fajoknak otthont adó apró sziget. A vegetáció legkülönlegesebb megjelenési formái az ún. szikfoltok.
- A falu régebben egyedi népviselettel rendelkezett (a női viselet fontos darabjai voltak a pintő, a rakott szoknya, a liptyő és a kontykendő, a férfiaké pedig a bőszárú vászongatya és a fekete posztókalap).

### Emlékművek, emléktáblák
- Az első világháborúban elesettek emlékműve a katolikus templom mellett található.
- A temetőben található a második világháború áldozatainak 1996-ban emelt emlékműve.
- Az 1965-ös árvíz emlékművének három oszlopa a helyreállításban segédkező járásokat (Trencséni, Uherské Hradištěi, Šumperki járás) szimbolizálja.
- Az árvízi emlékművel szemben található az 1997-ben felállított Hídverő Napok-emlékkopjafa.
- Az alapiskola udvarában álló millenniumi emlékművet 2000-ben állíttatta a Csemadok helyi szervezete.
- Döme Károly emléktáblája és plakettje az alapiskola bejáratánál található, halálának 155. évfordulóján avatták fel.

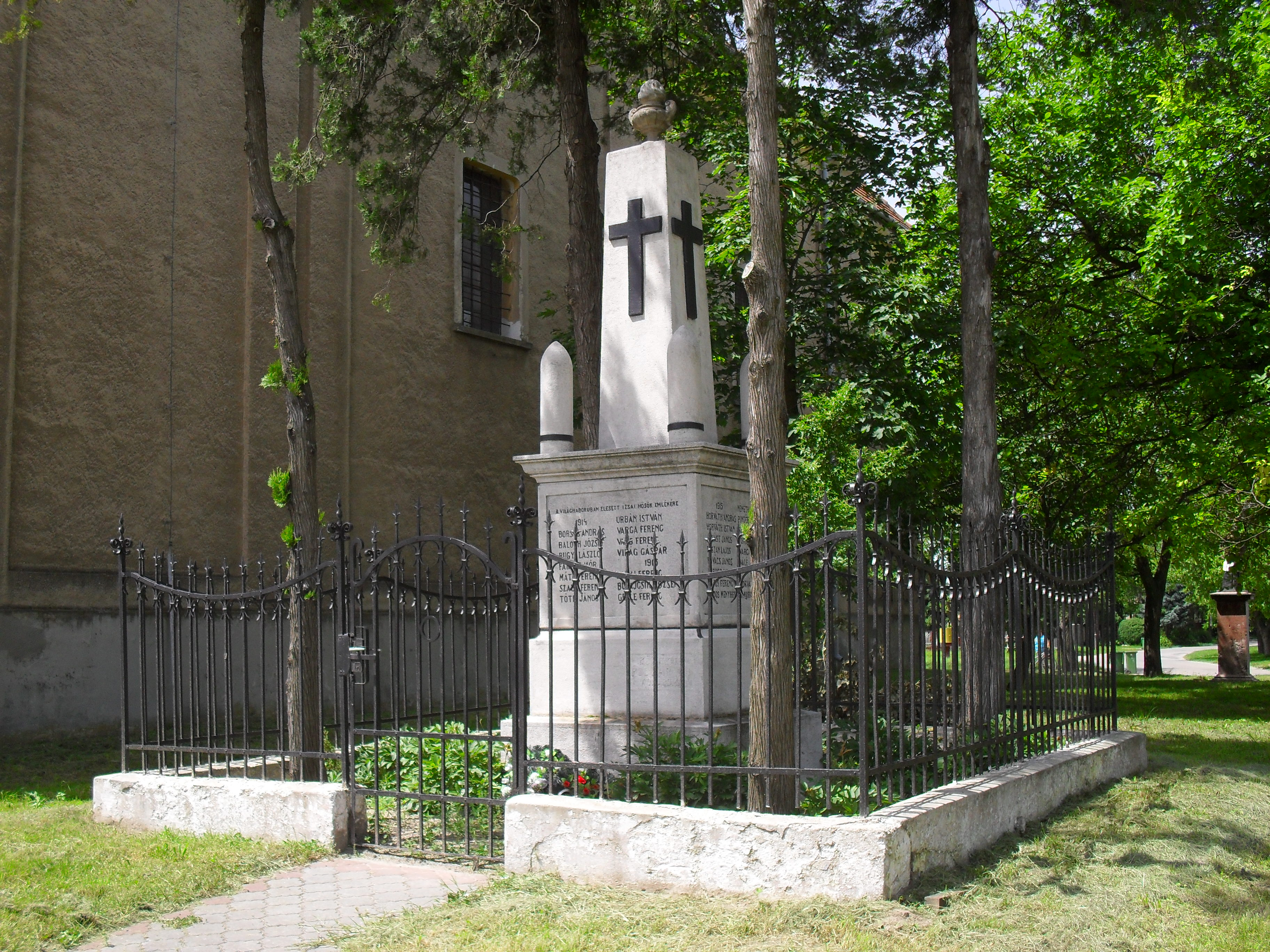
Első világháborús emlékmű
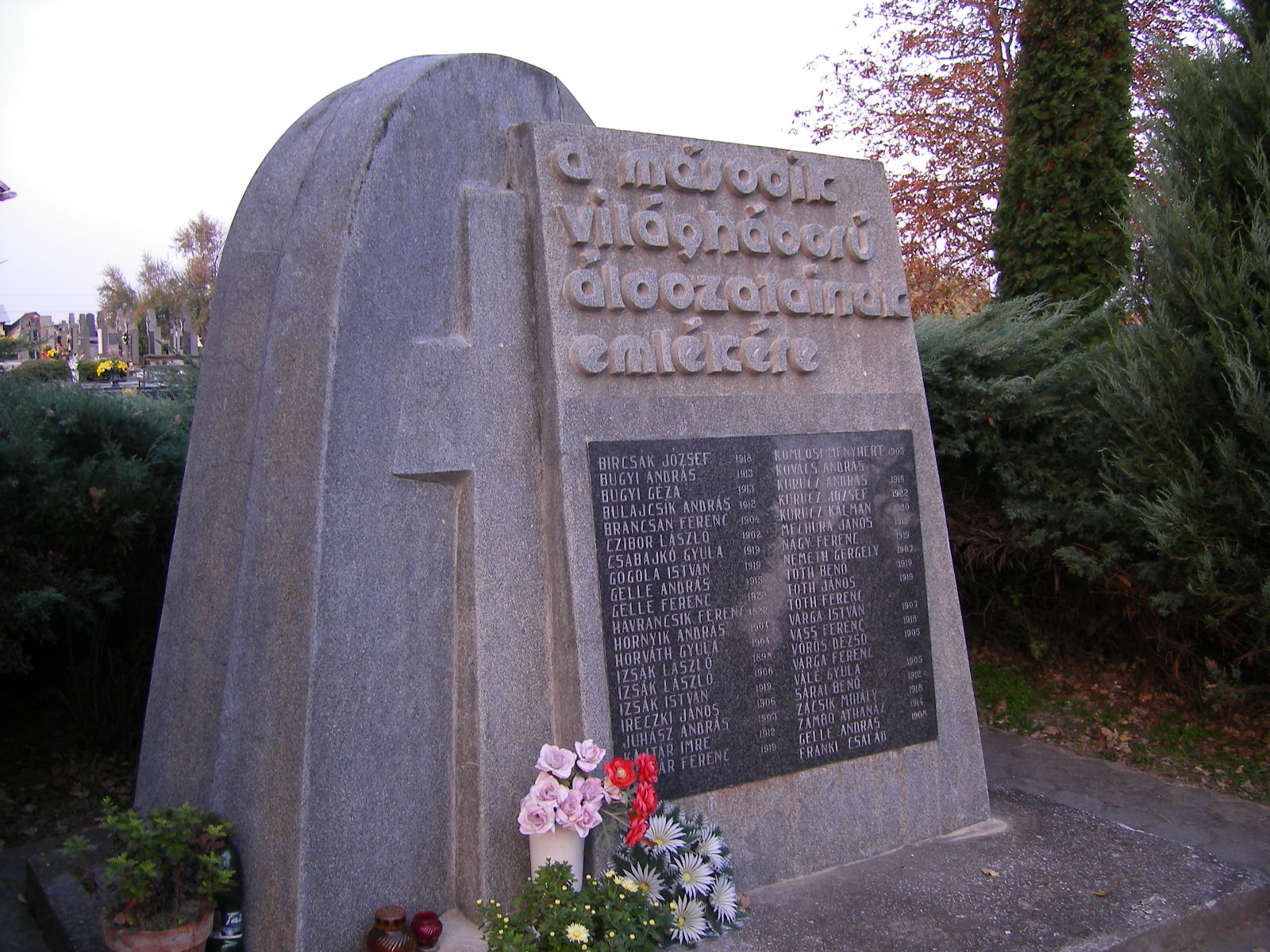
Második világháborús emlékmű
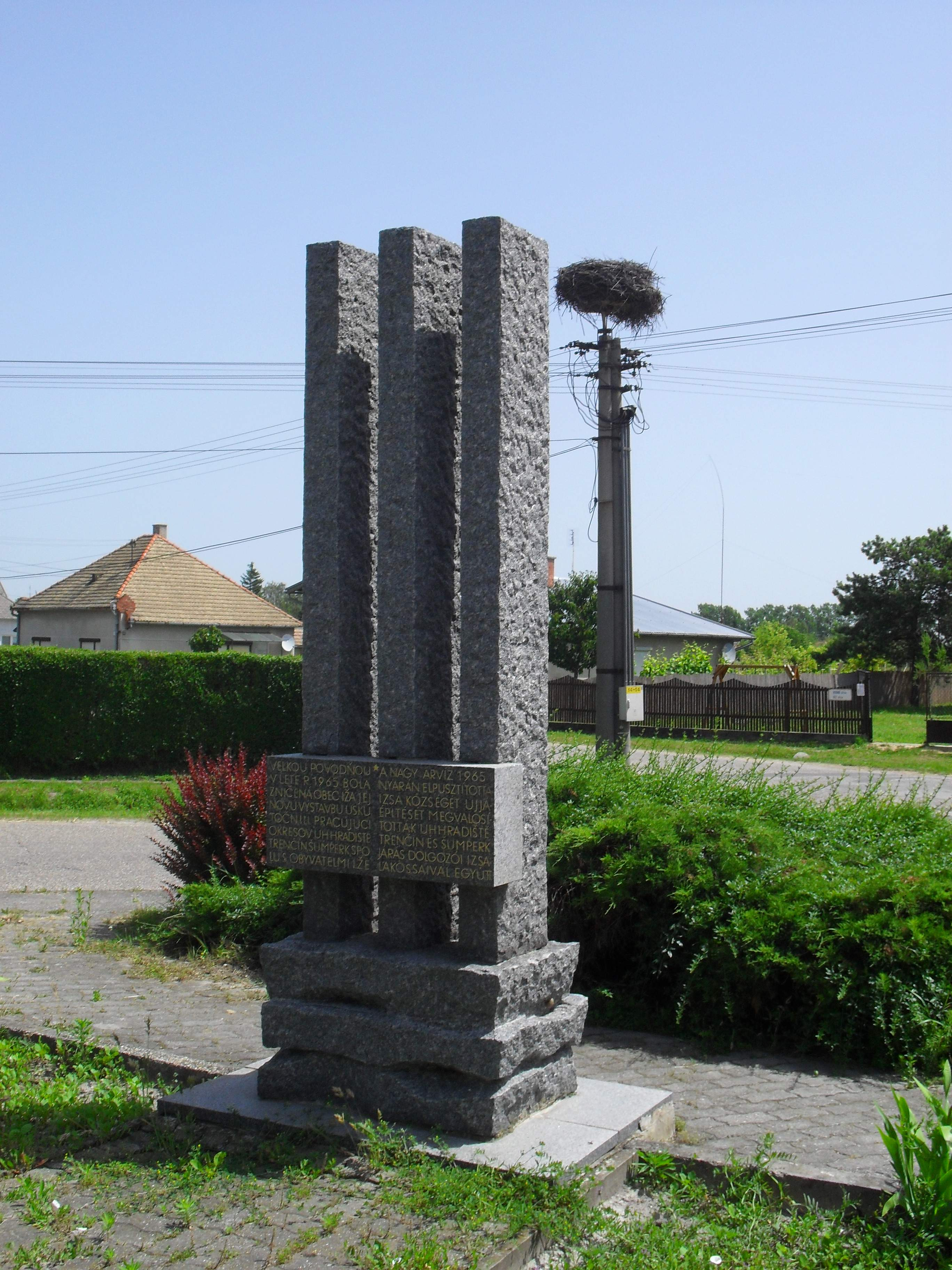
Árvízi emlékmű
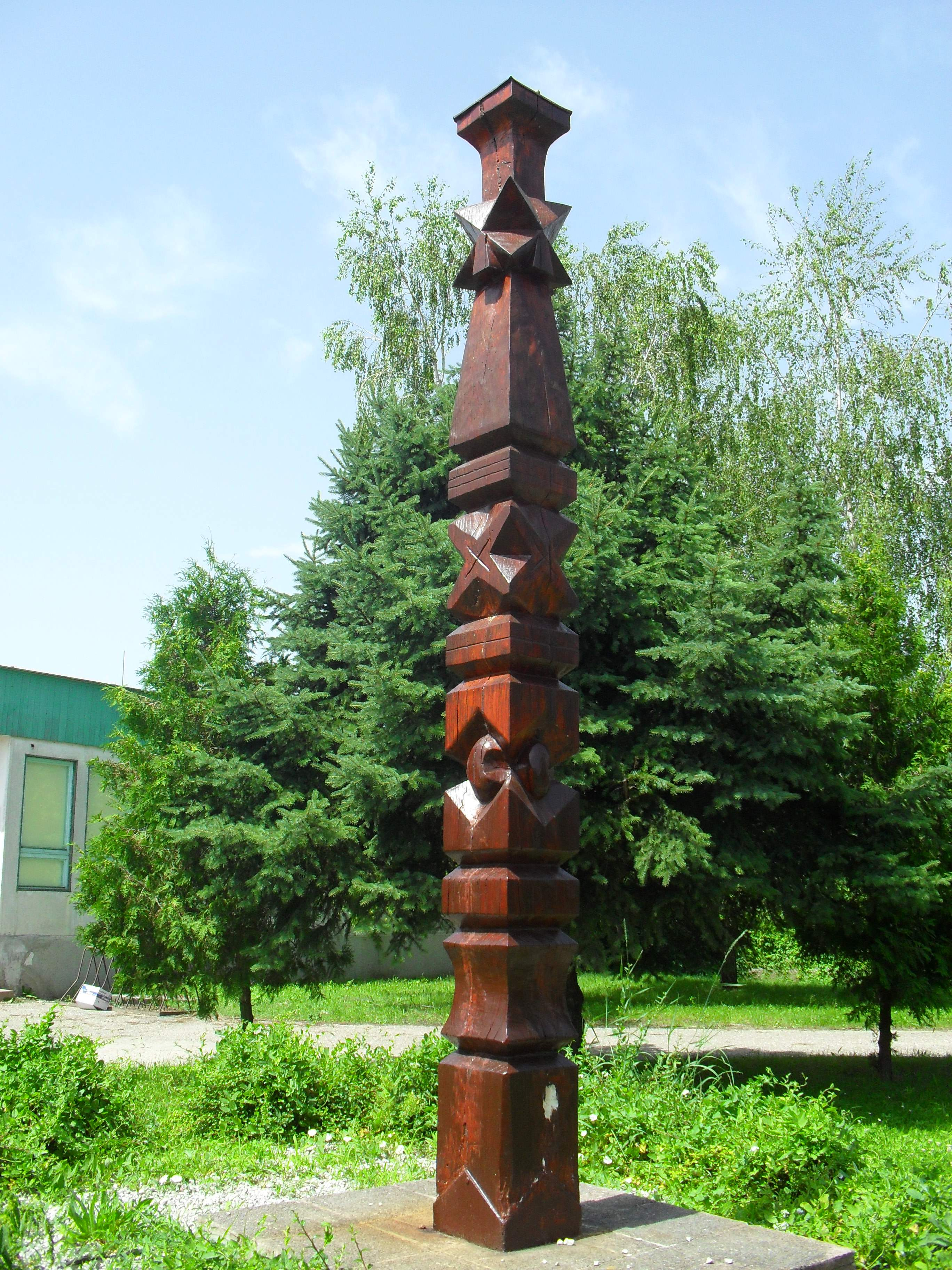
Kopjafa
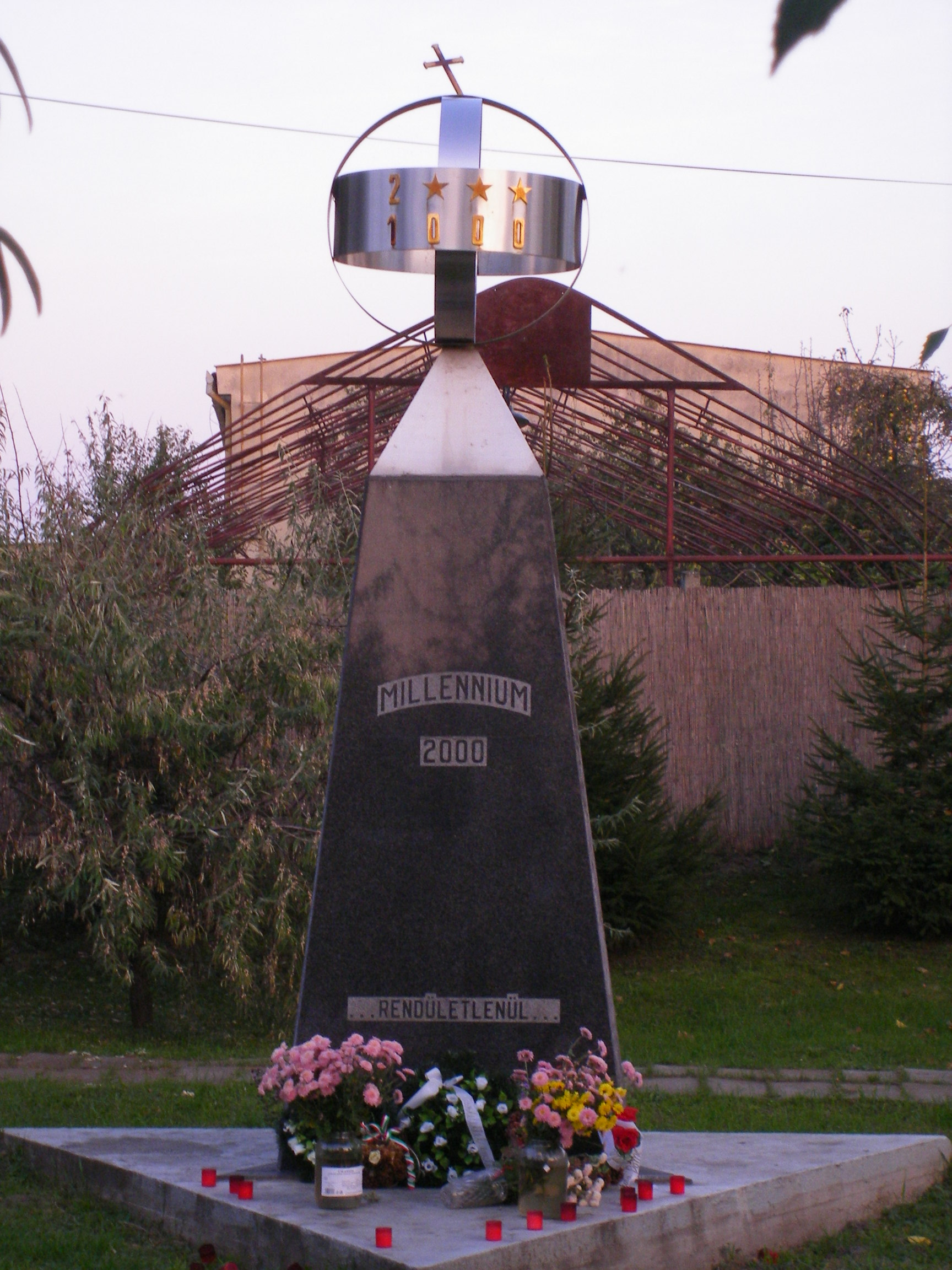
Millenniumi emlékmű
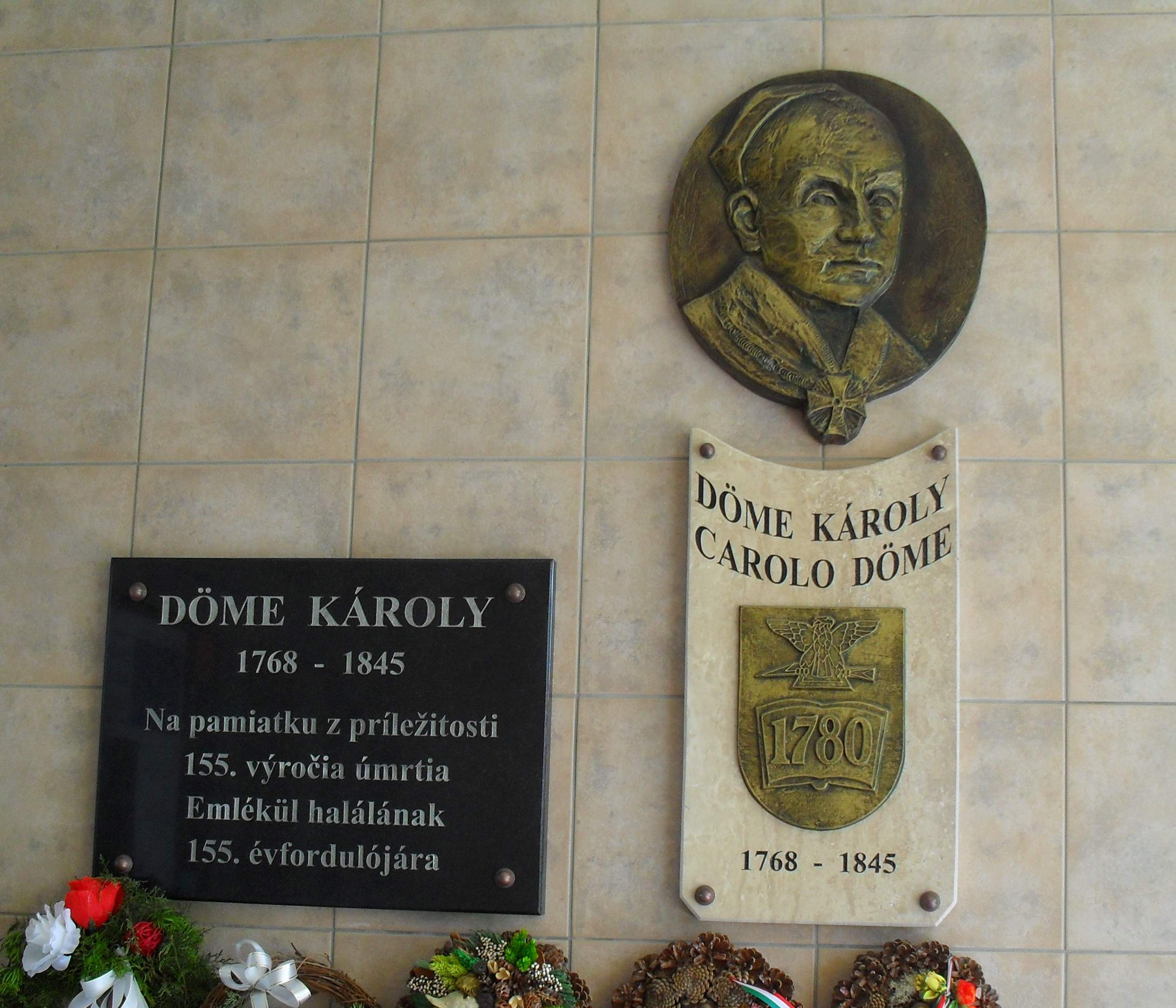
Döme Károly emléktáblája
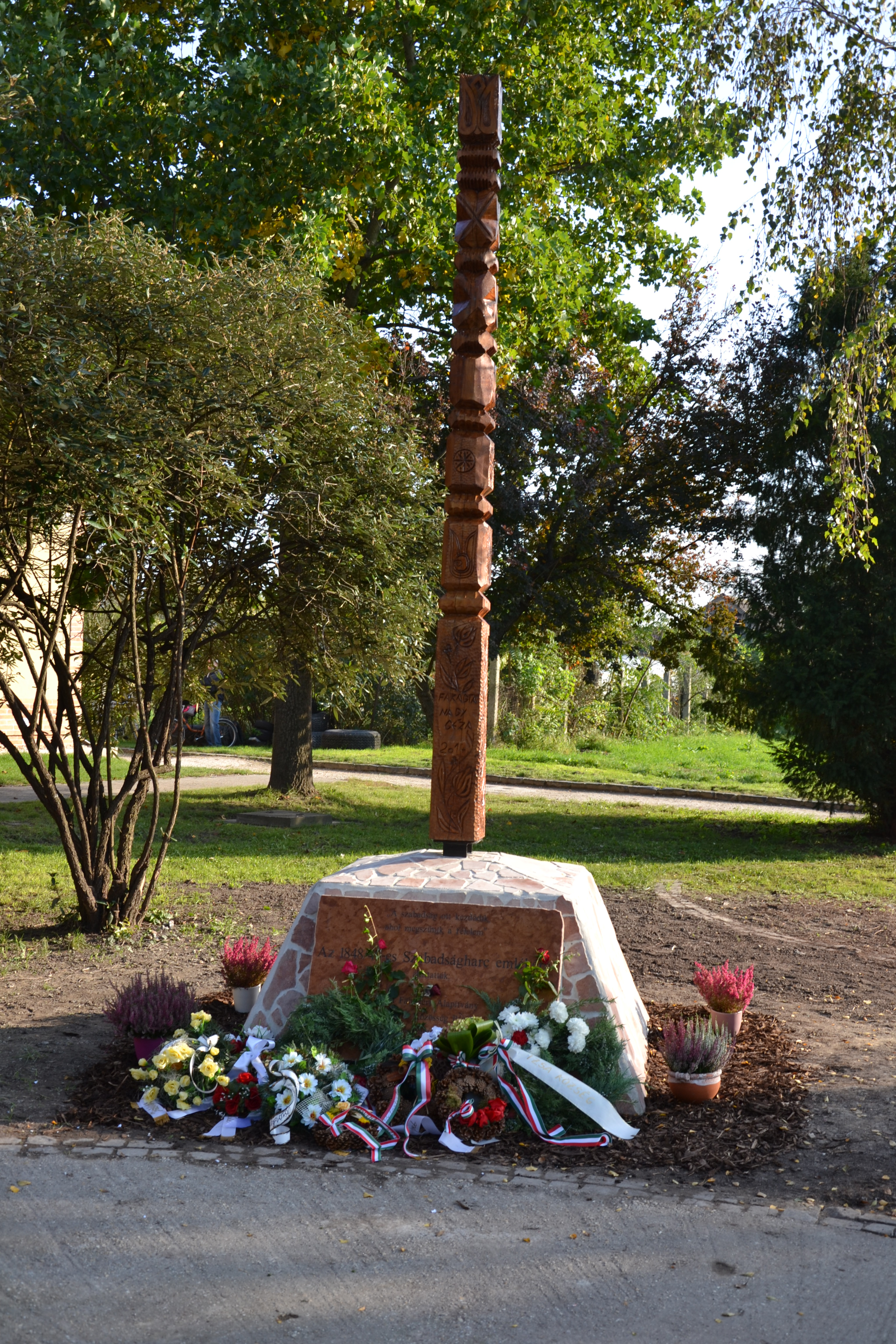
Kopjafa a faluház előtt
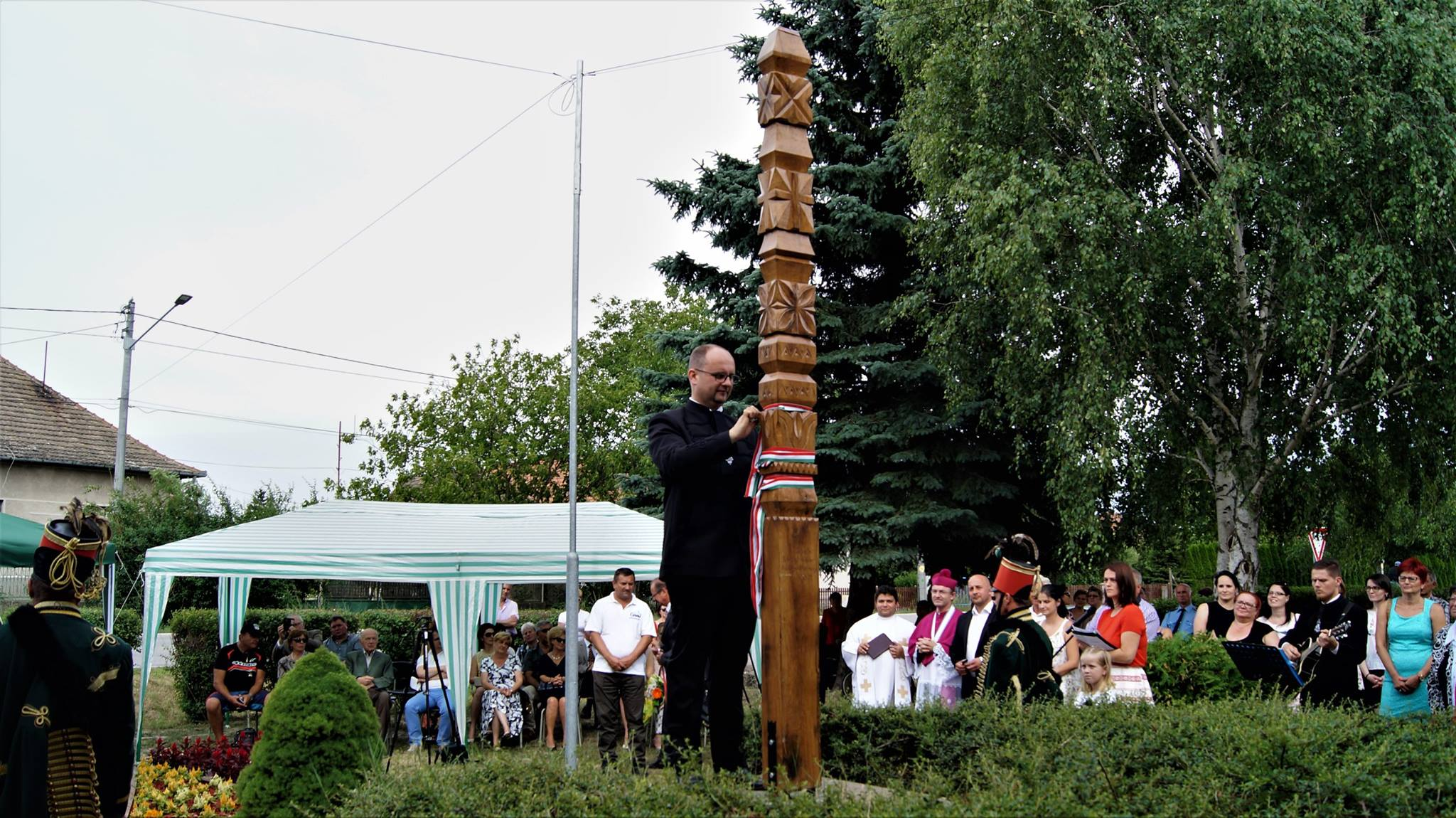
Hídverő kopjafa

### Szakrális kisemlékek
- A temetőben található vörös mészkőből készült barokk-klasszicista keresztet 1788-ban állították.
- A katolikus templom mellett áll a mellékoltár névadójának, Nepomuki Szent Jánosnak a szobra.
- A Fő utcán (amely egyben a komárom-párkányi országút is) több szakrális emlék található:
  - A falu Komárom felőli végénél álló keresztet 1903-ban állították;
  - Az ásványvízforrás közelében áll Szűz Mária 1857-ben emelt szobra;
  - 1950-ben állított feszület a Mária-szobor közelében.

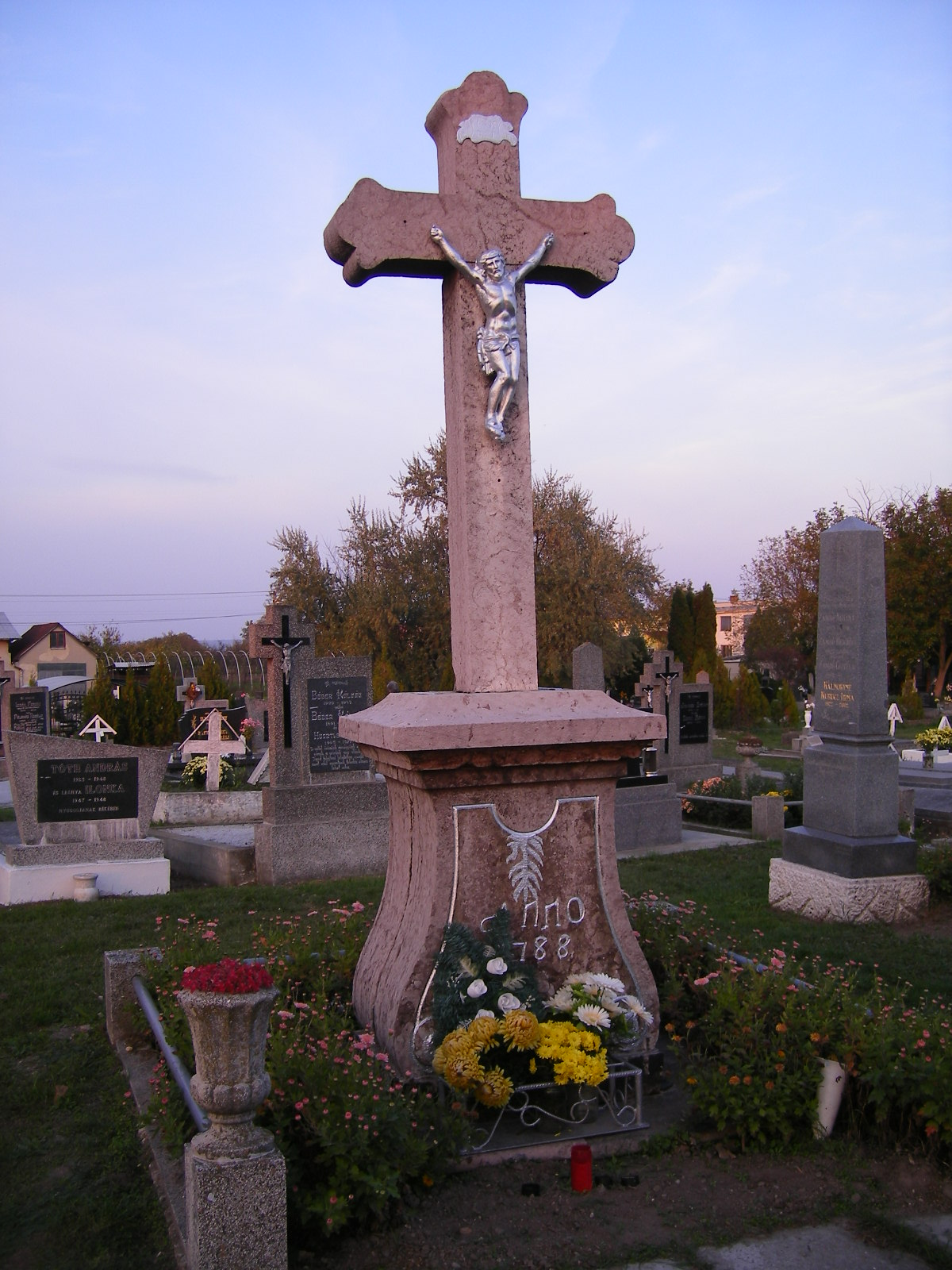
Temetői nagykereszt (1788)
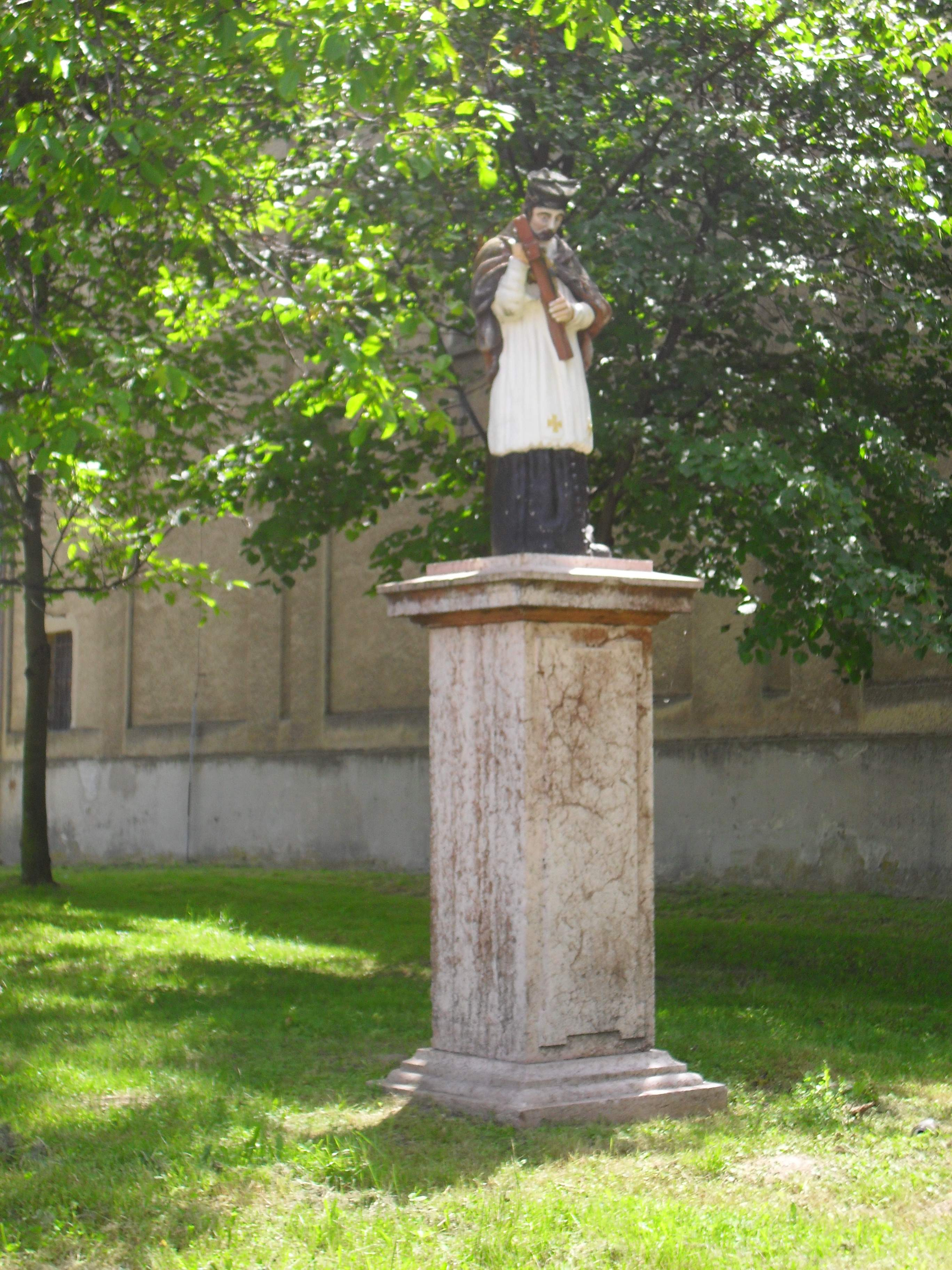
Nepomuki Szent János szobra
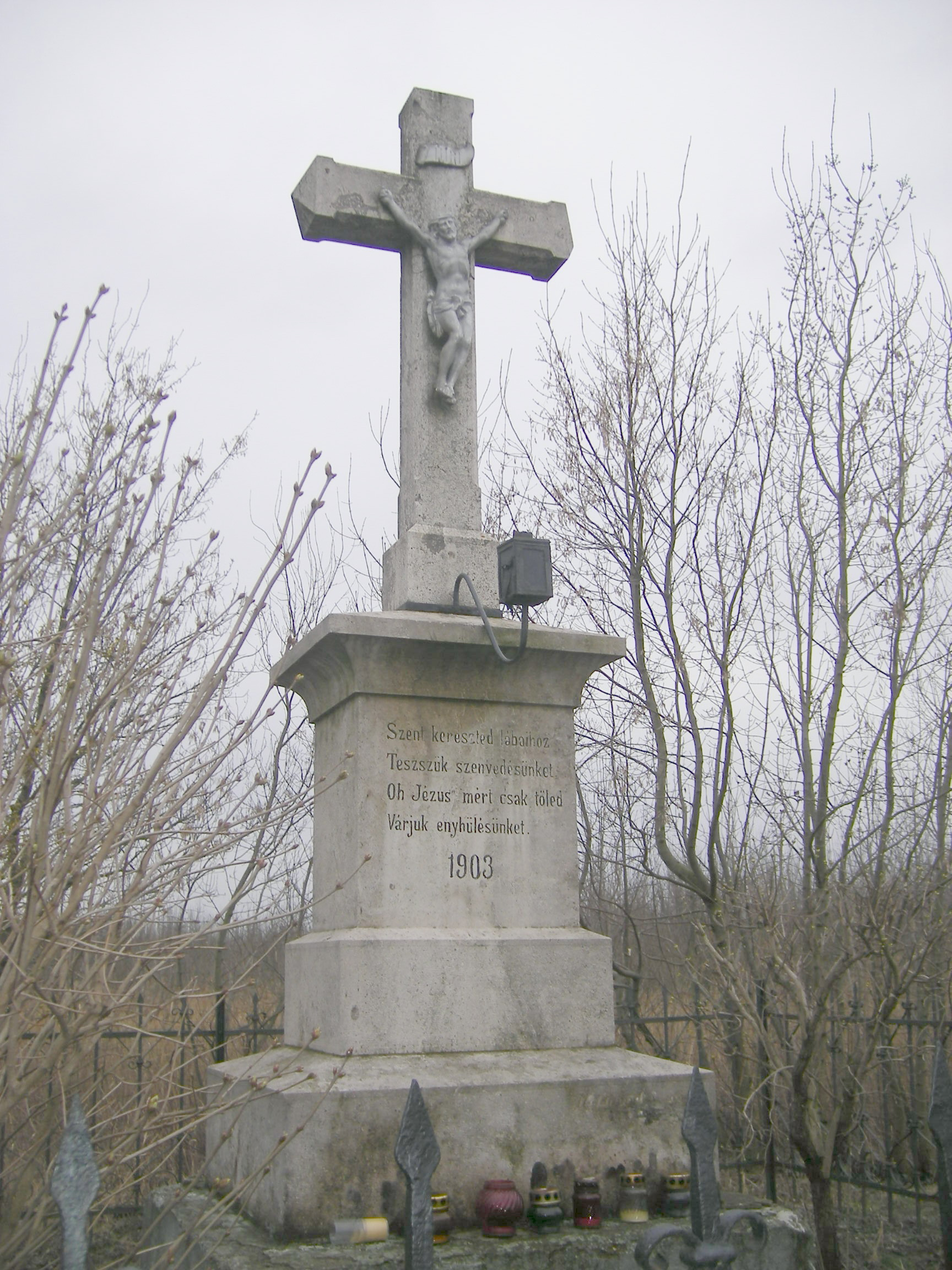
Feszület (1903)
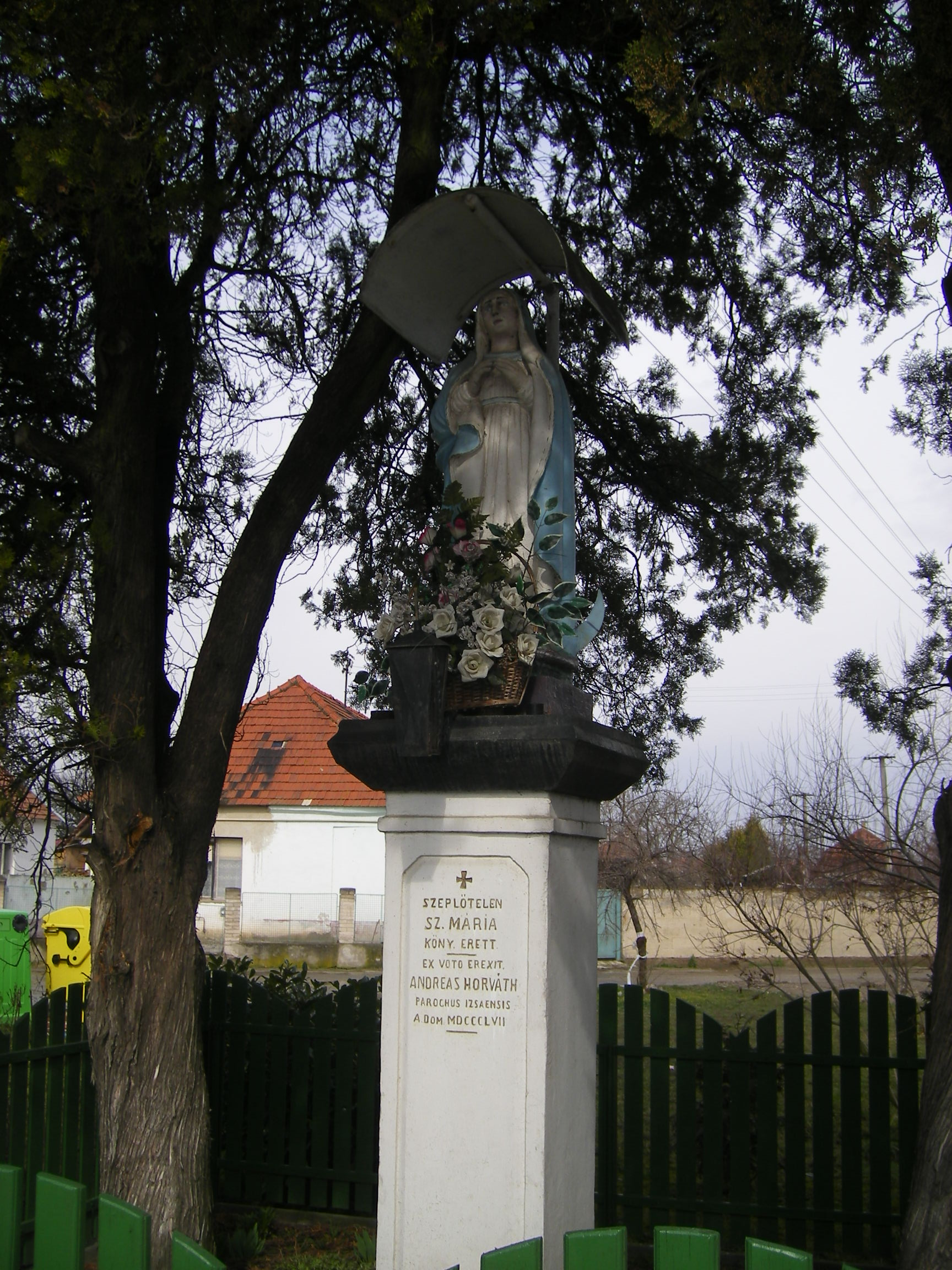
Szűz Mária szobra
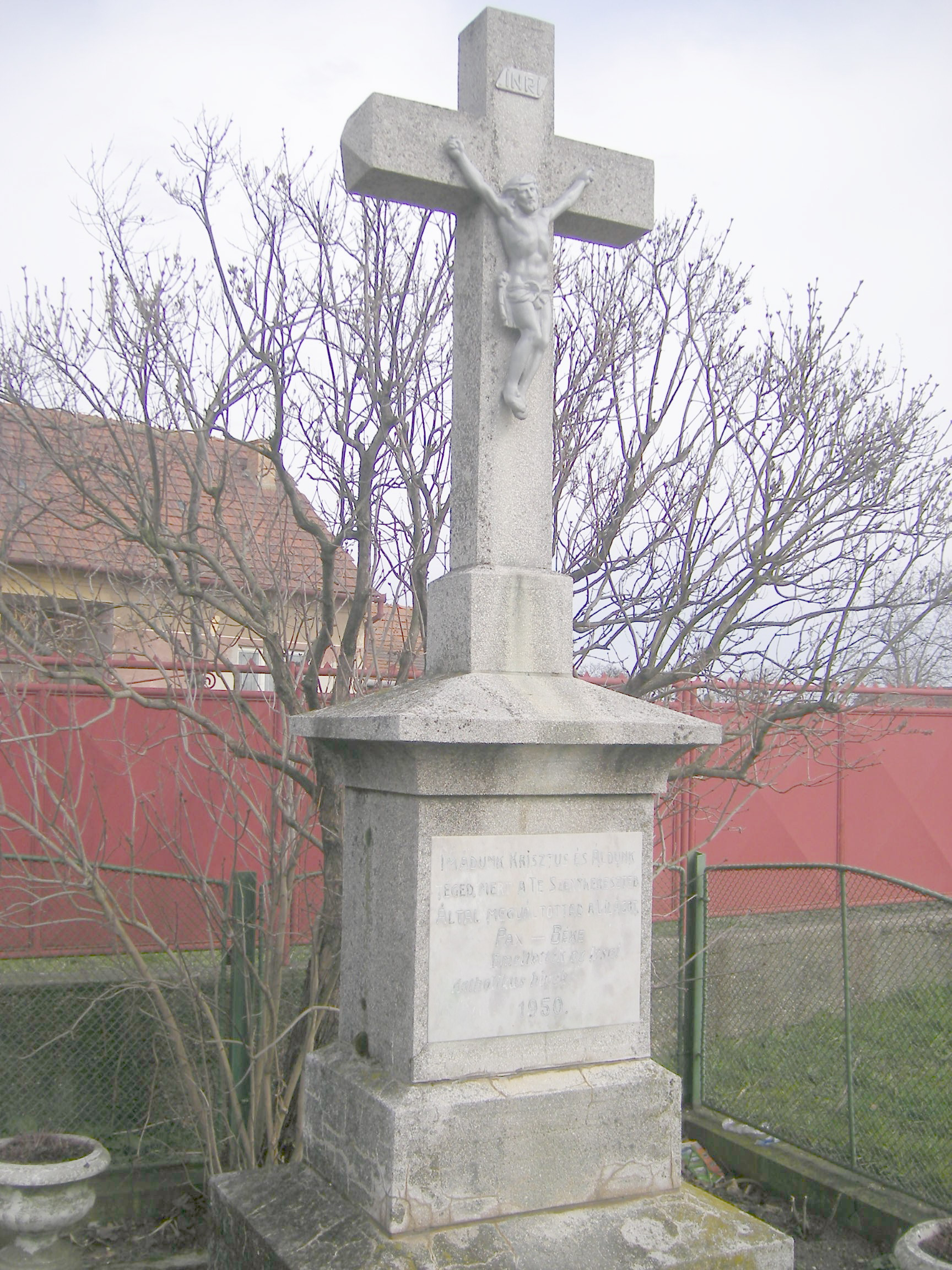
Feszület (1950)

## Aktívan
- Eurovelo 6 kerékpártúra Komárom – Izsa (Kelemantia): Izsa másfélezer éve a Római Birodalom egyik végbástyája volt, az egykori tábor ma a Dunamente egyik ékköve. A Római Birodalom a Krisztus utáni 1. század folyamán a határain védvonalat alakított ki, mintegy 6000 km hosszan, amely az egykori Pannónia területét is védte.

## Híres emberek
- Tóth-Kurucz János (1878–1969) – középiskolai tanár és történész a falu szülötte, aki sokat tett a leányvári római katonai tábor régészeti feltárásáért.
- Döme Károly (1768–1845) – pozsonyi kanonok, az MTA tiszteleti tagja. 1800-től 1815-ig izsai plébános volt és az izsai iskola támogatója, alapítványával támogatta a szegényebb sorú tehetséges izsai gyerekeket. Ma az izsai magyar tannyelvű alapiskola az ő nevét viseli.
- Jánoky Károly (1791–1849) – római katolikus pap, várkáplán Ferdinánd lovasezredében, haláláig (1825-től 1849-ig) izsai plébános.
- Németh György (1788–1863) – esztergomi kanonok, 1815. november 24-től 1825-ig Izsán volt plébános. 1830-ban a Pázmáneum kormányzója és máriavölgyi apát, 1832-ben királyi táblai főpap.
- Járdányi Paulovics István (1892–1952) – régész, egyetemi tanár, a falu szülötte.
- kisjeszeni Paulovits Mihály (1896–?) – operatőr, rendező, a falu szülötte.
- Itt élt gyermekkorában és járt iskolába Tóth László költő.[16]
- Itt született 1930-ban Kajtár József a Duna Menti Múzeum igazgatója.
- Itt szolgált Fehér Damáz (1913-1998) komáromi bencés gimnáziumi tanár, pap.

## Képtár

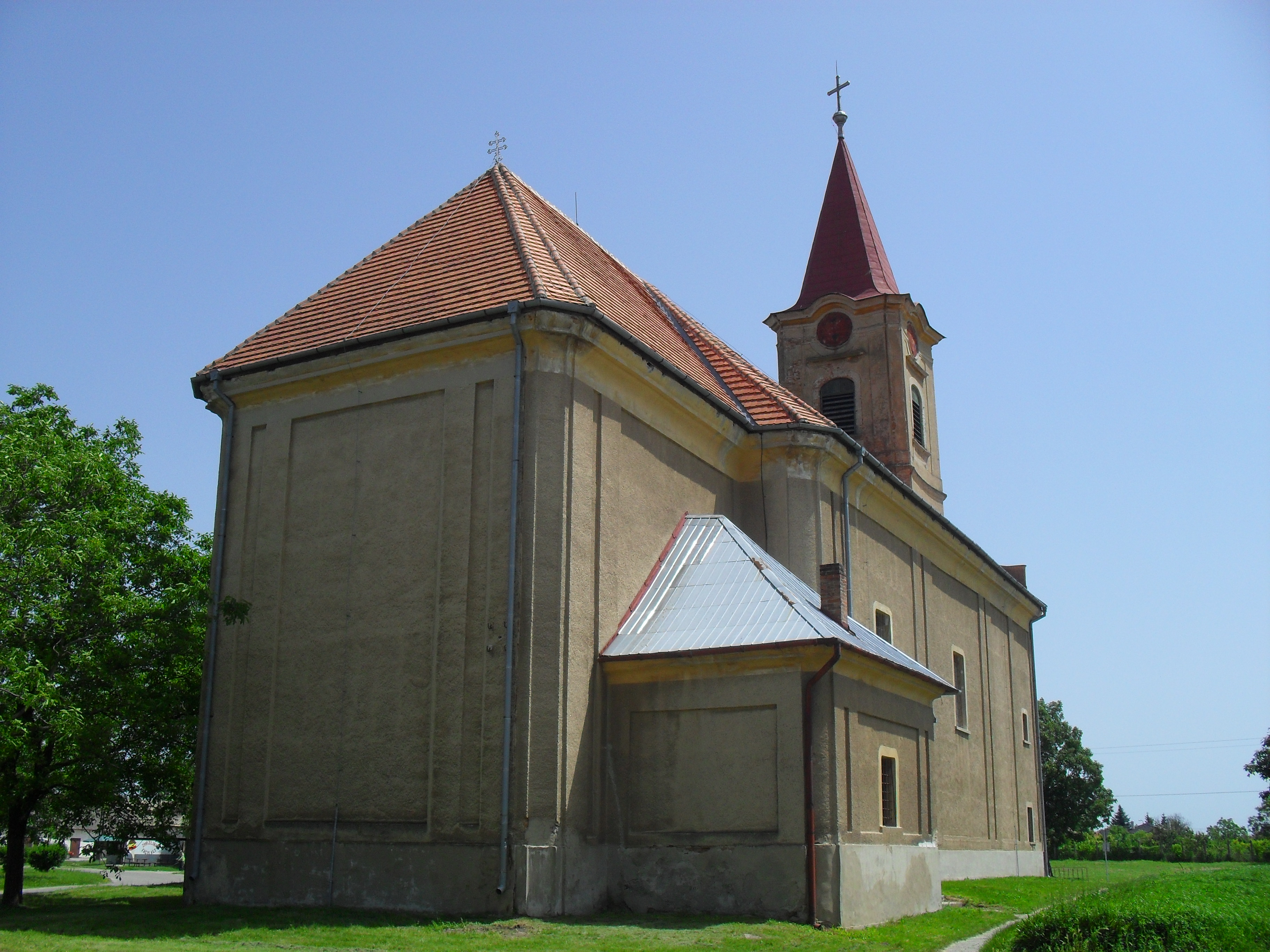
Katolikus templom
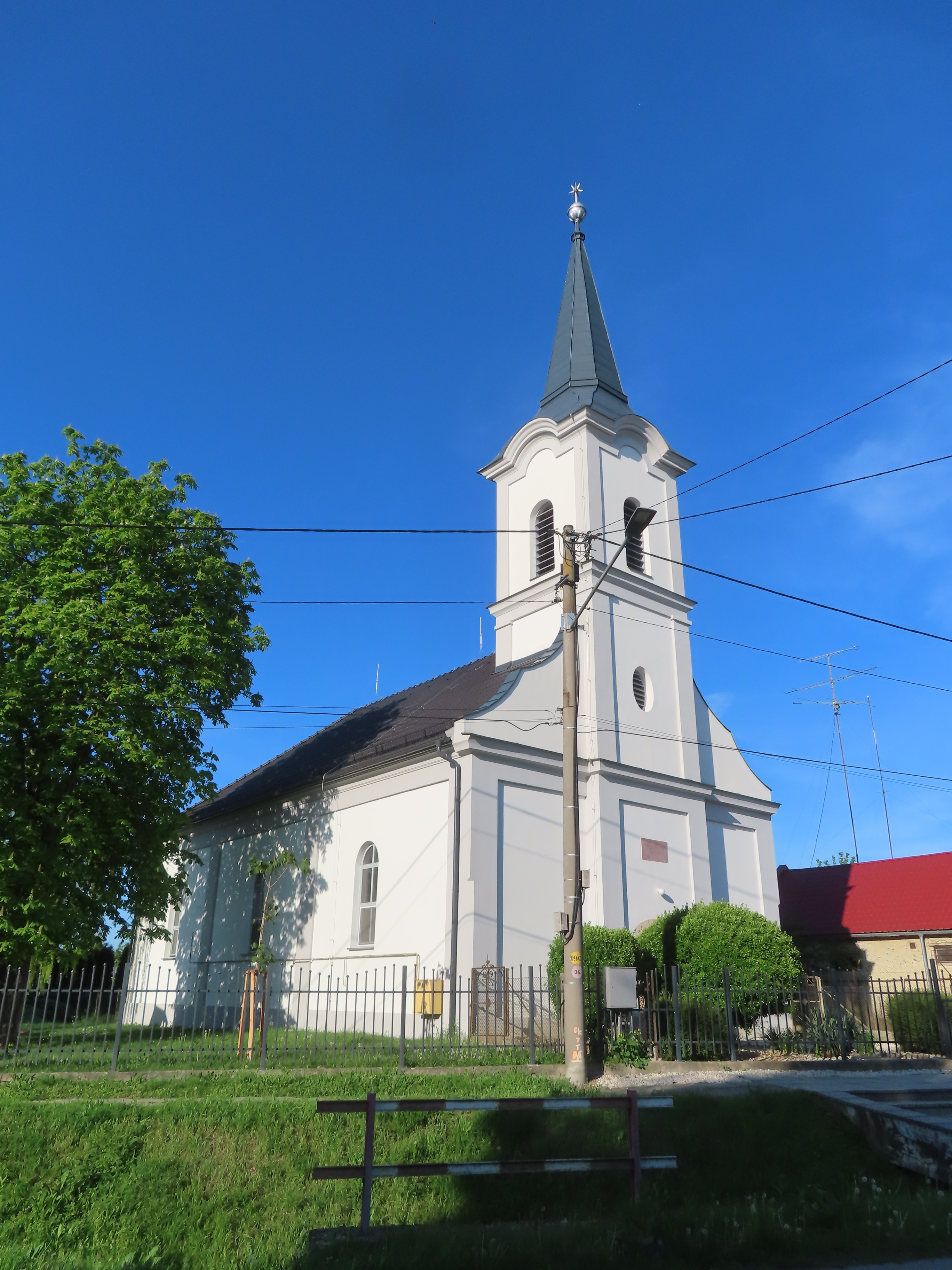
Református templom
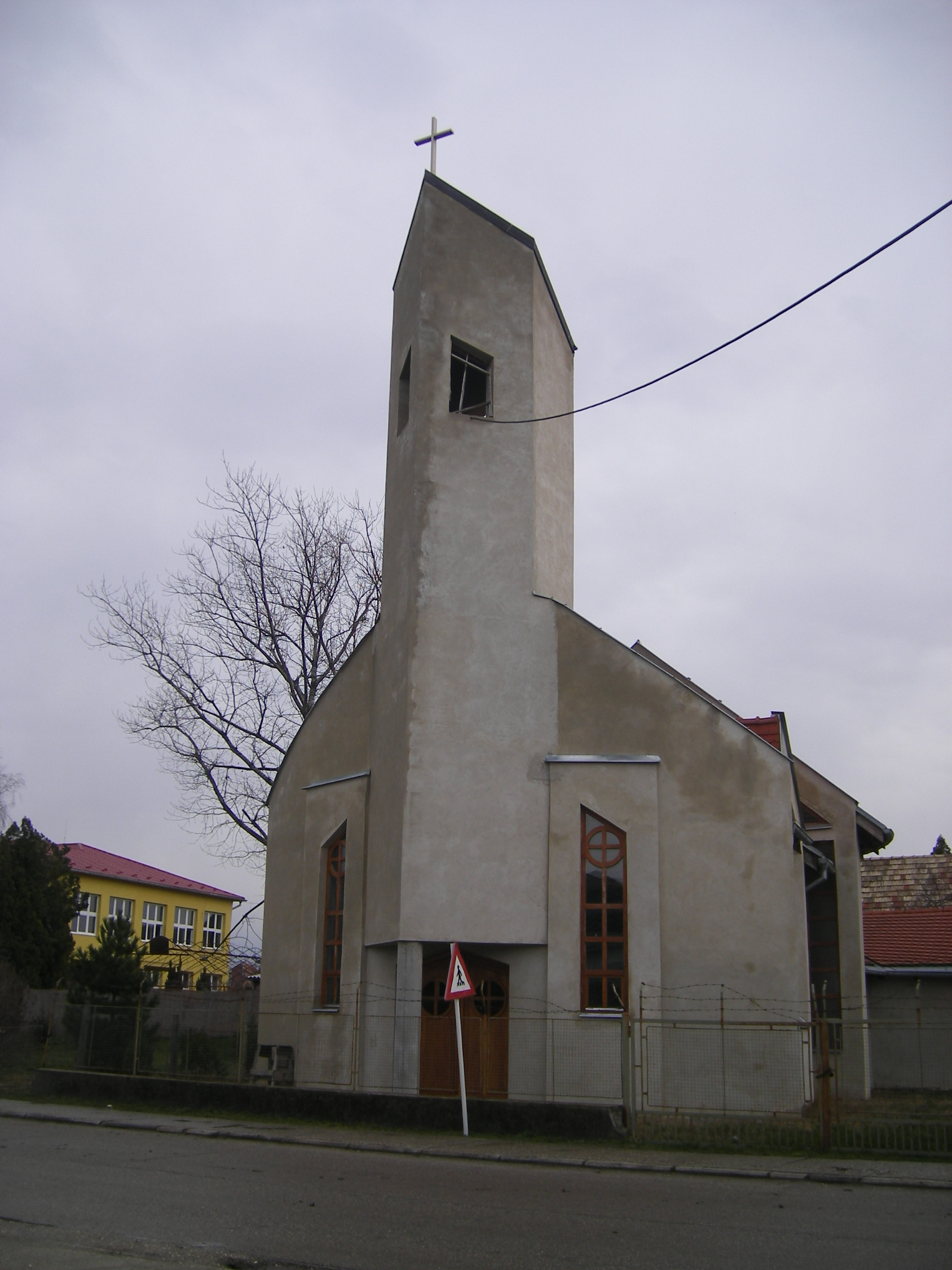
Evangélikus templom
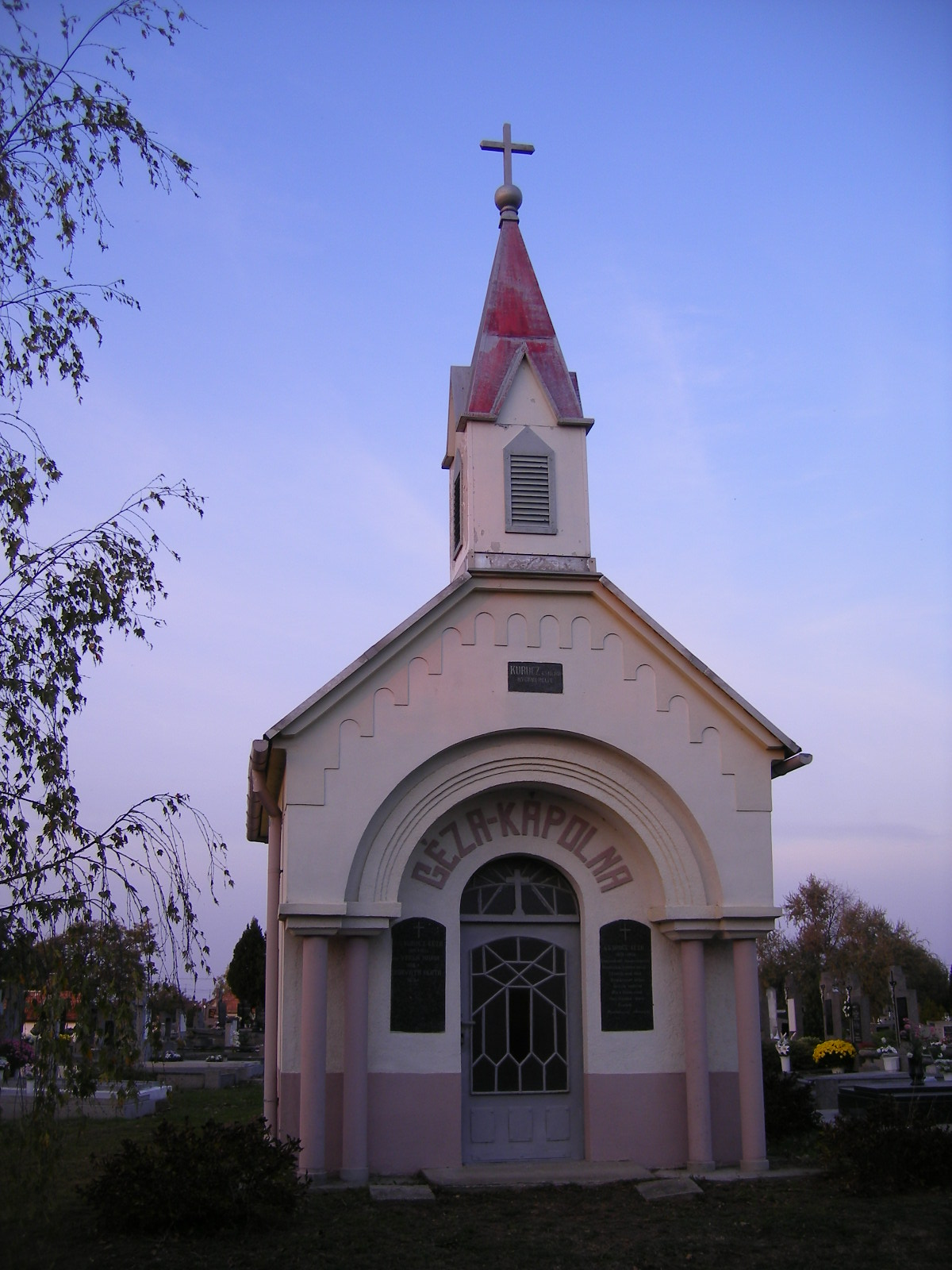
A Géza-kápolna a temetőben
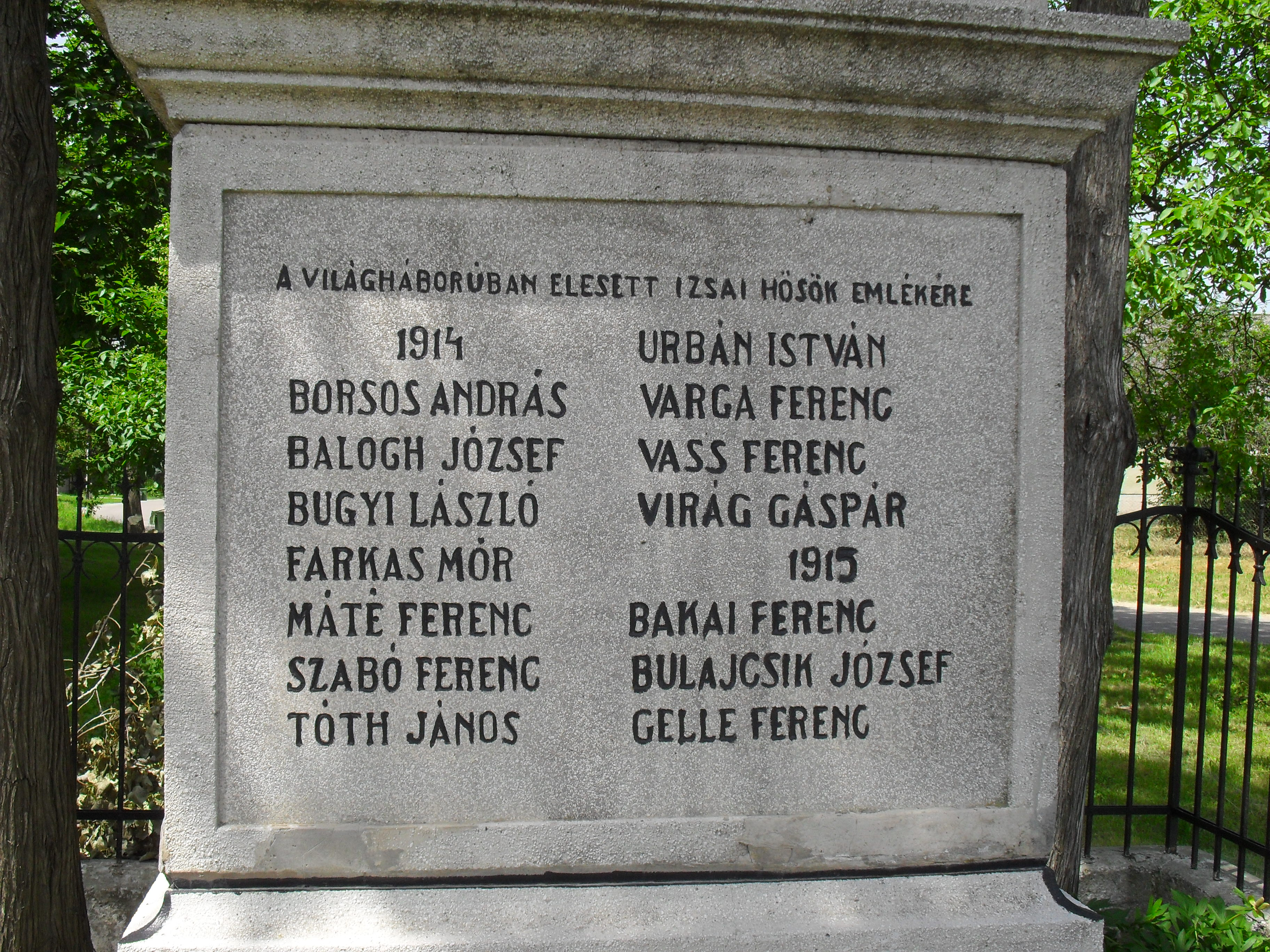
Első világháborús emlékmű – részlet
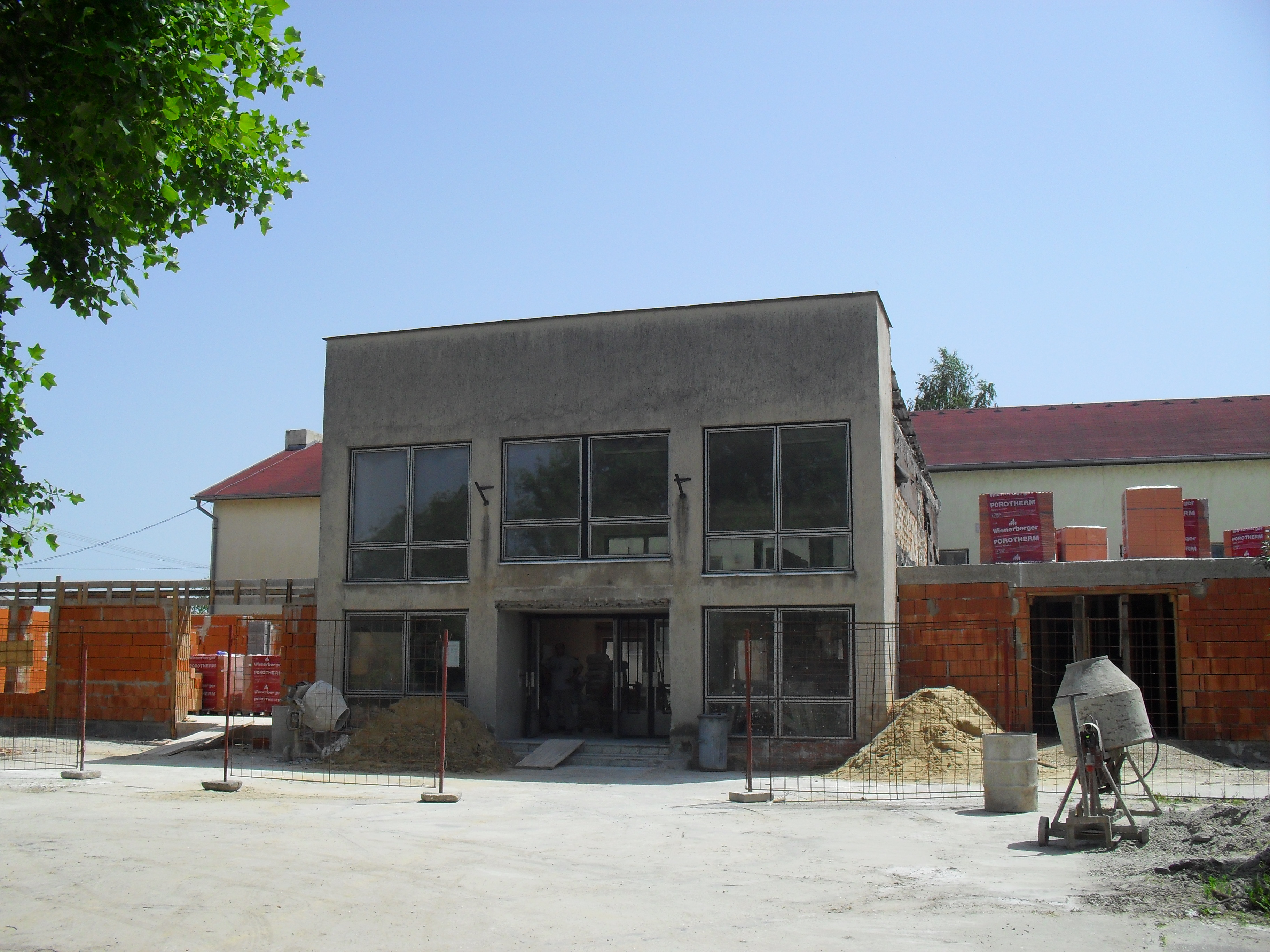
A kultúrház felújítása 2010-ben
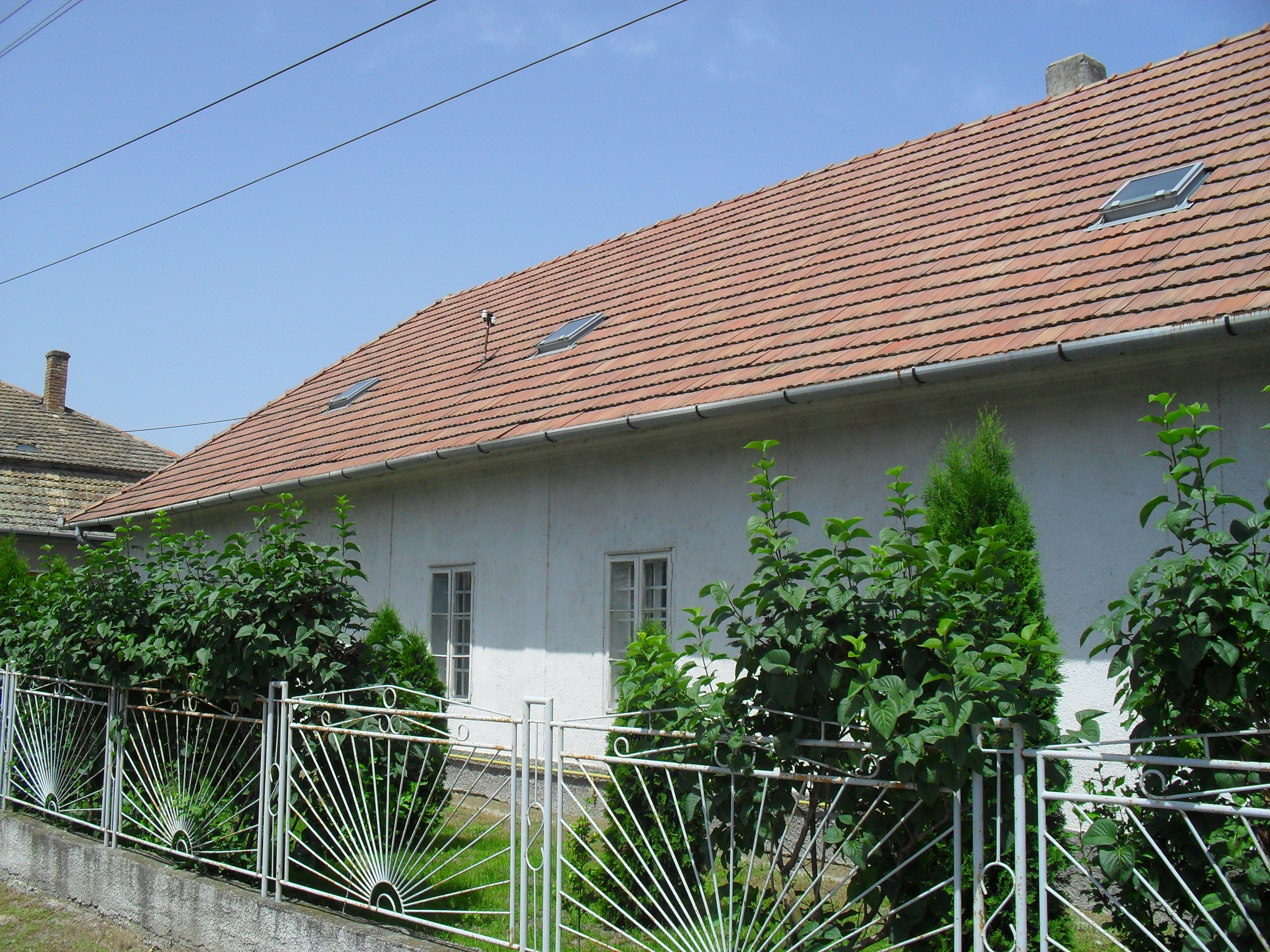
Katolikus plébánia
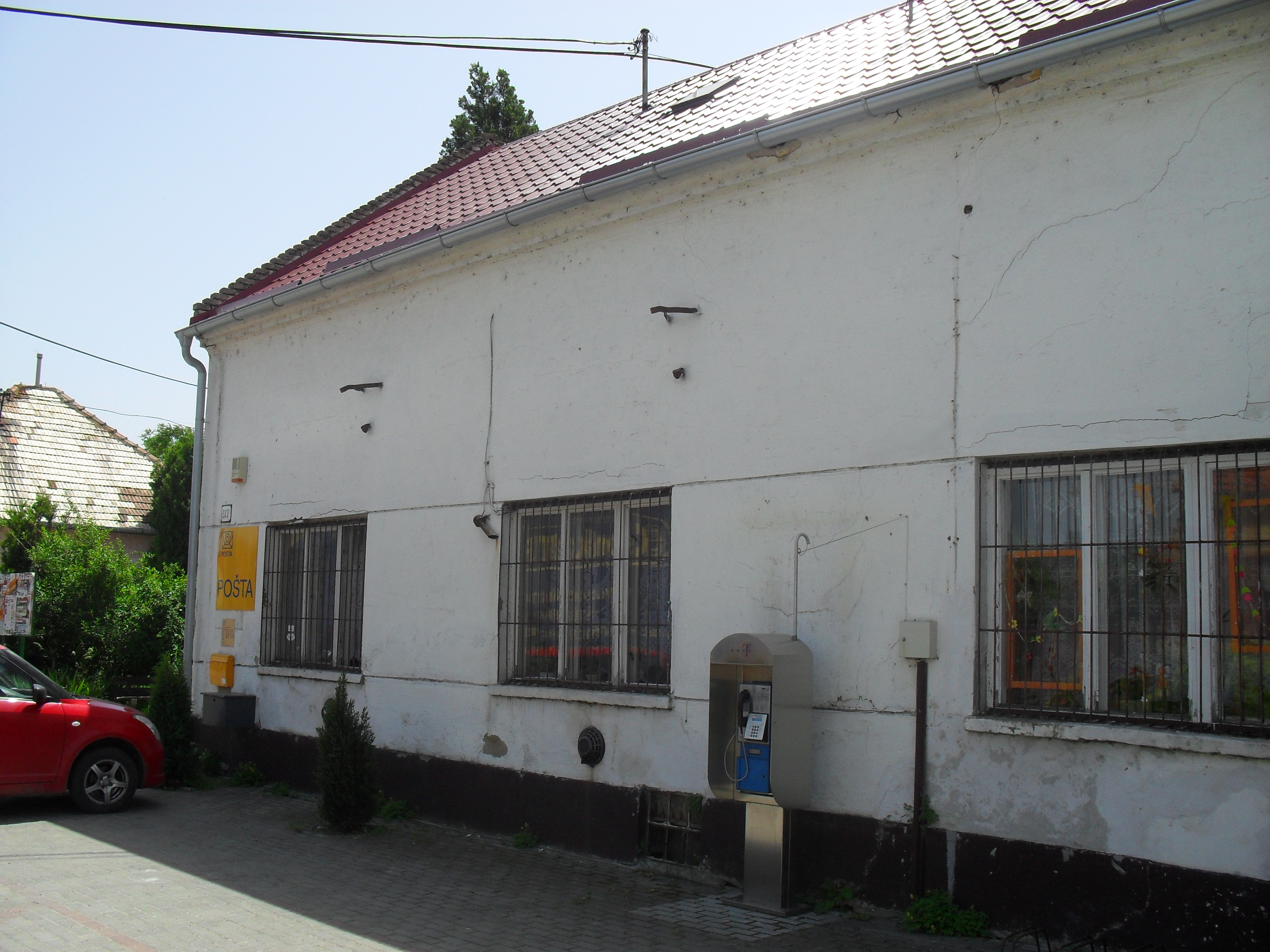
Posta
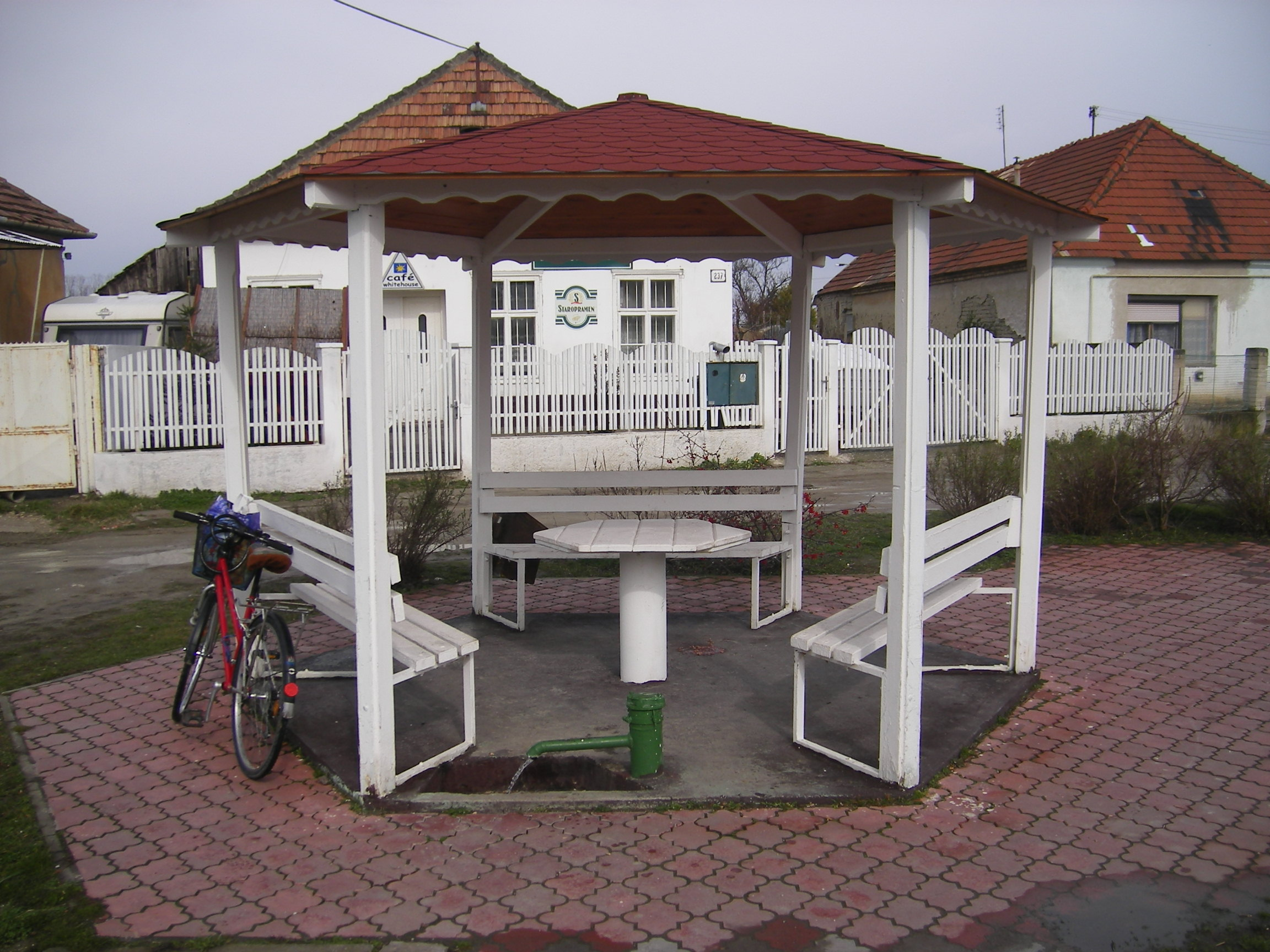
Az ásványvízforrás
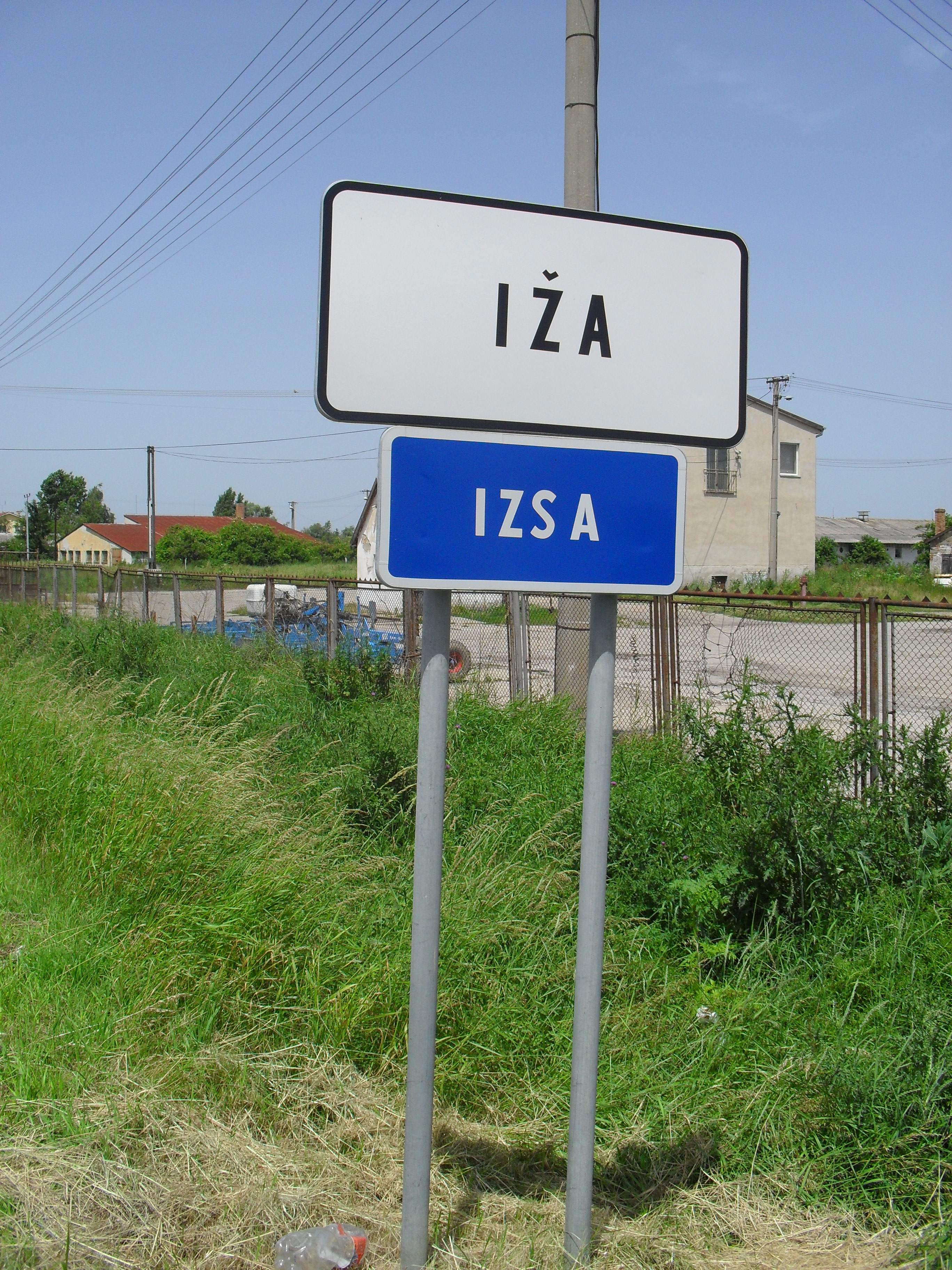
Kétnyelvű helységnévtábla
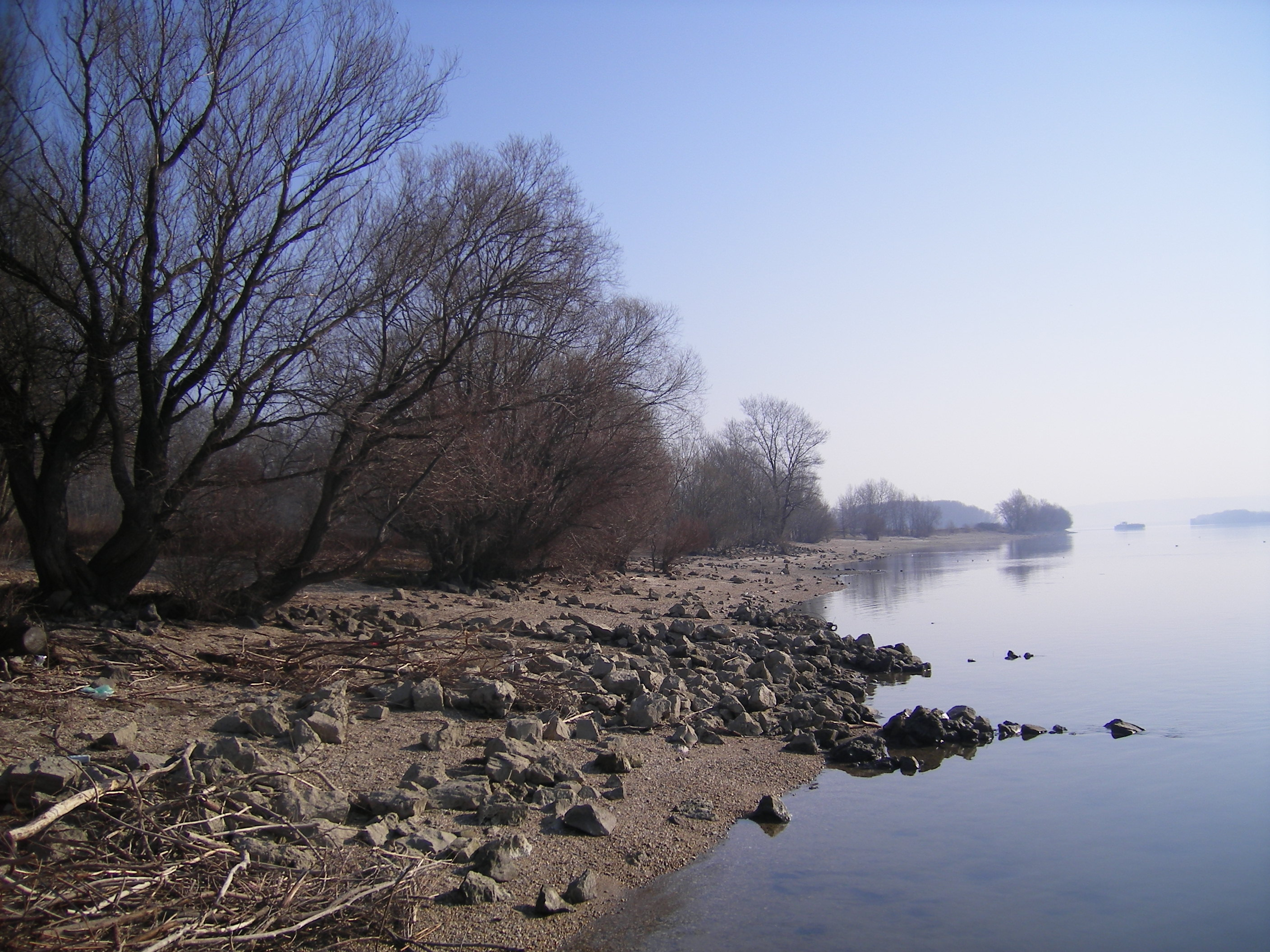
Az izsai Duna-part
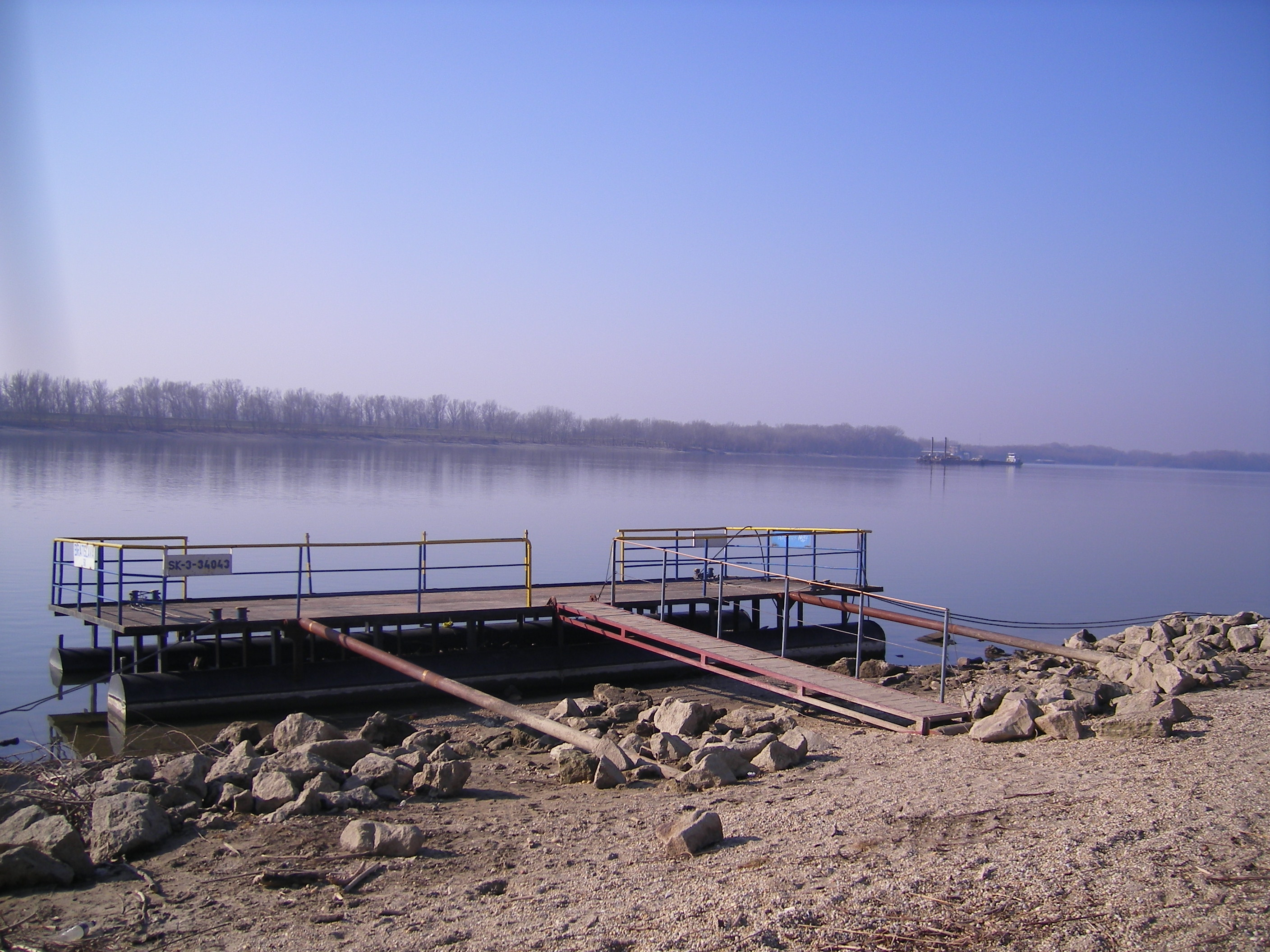
Csónakkikötő
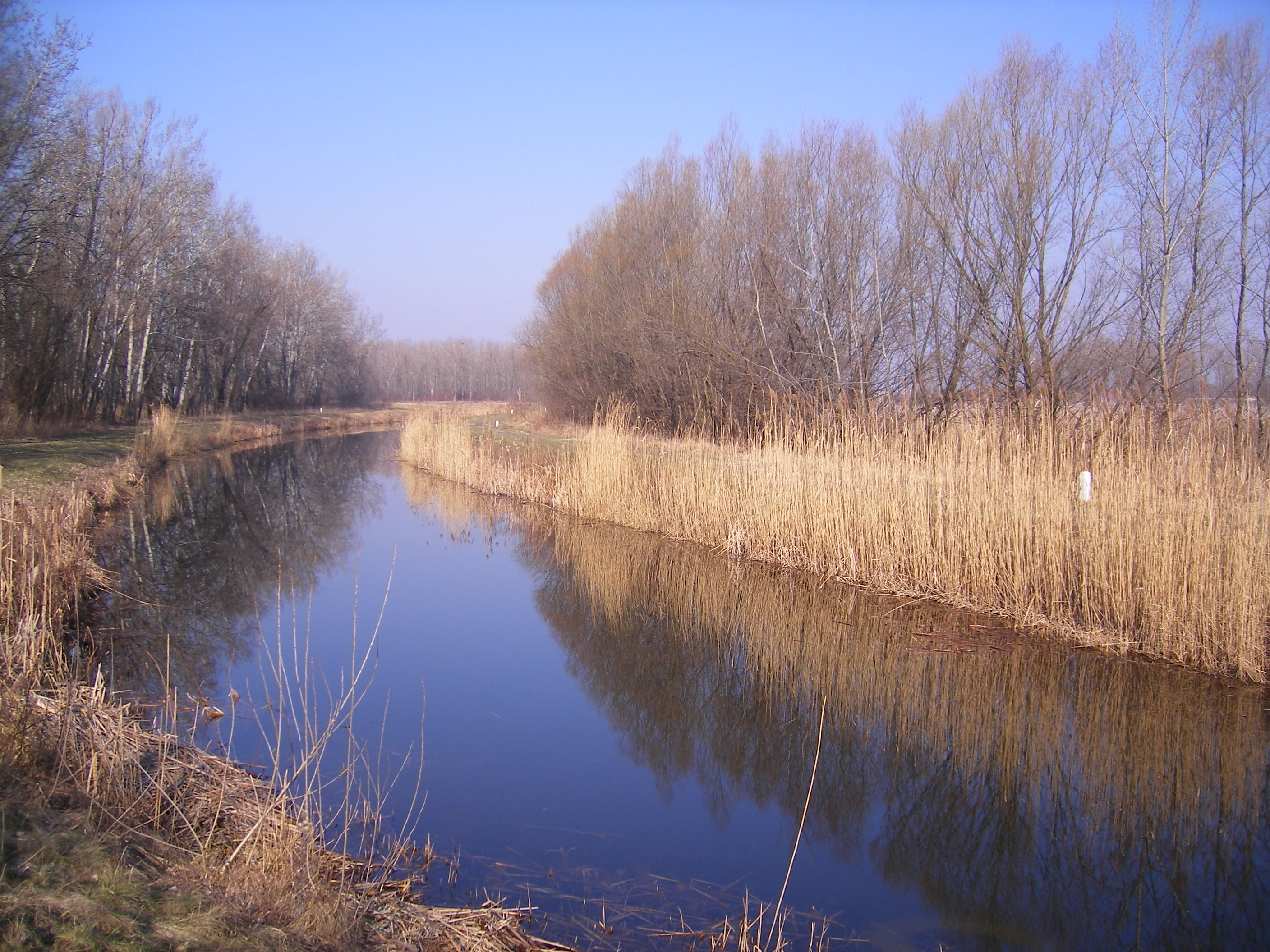
Az Izsai-kanális
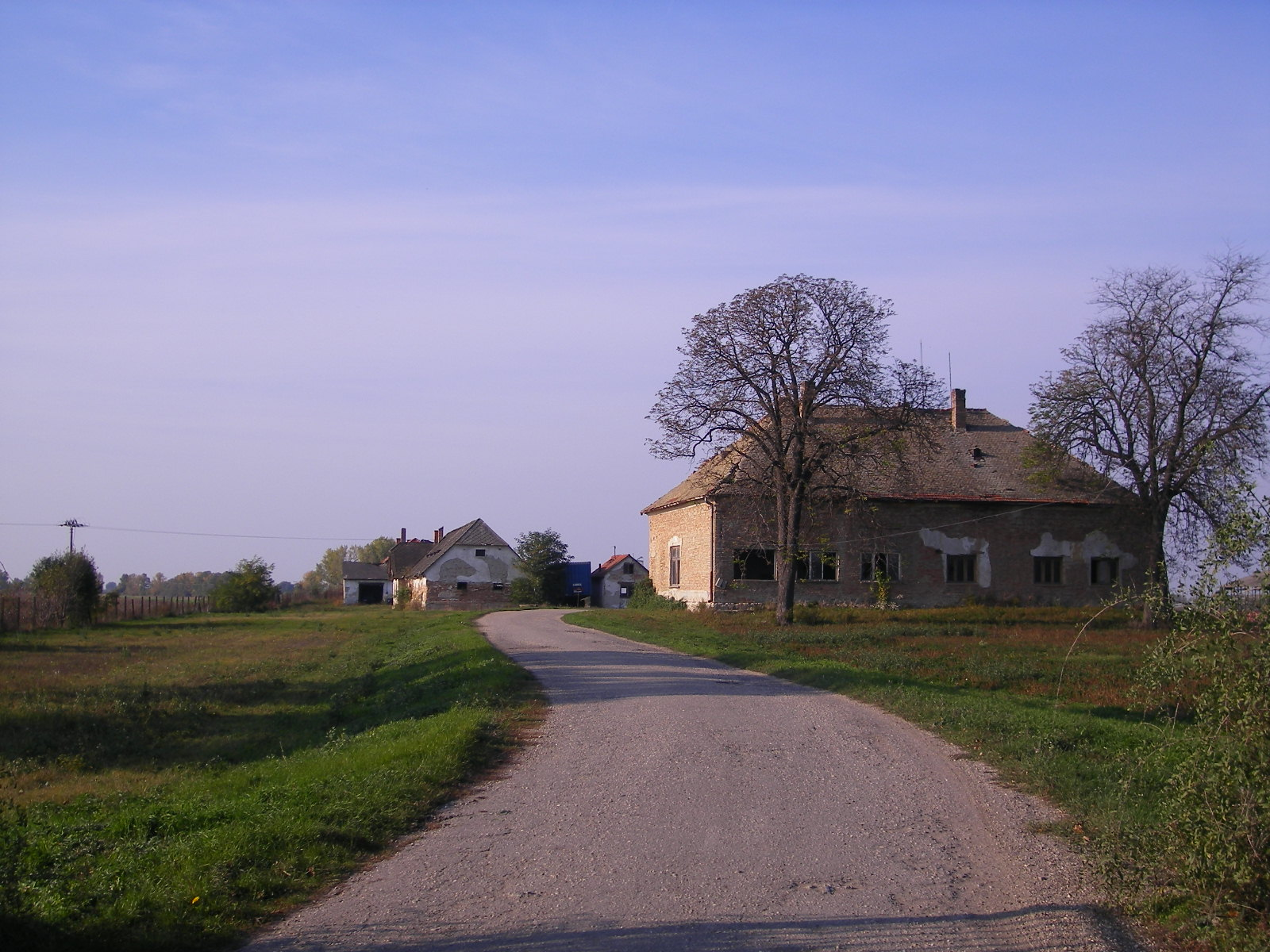
Bokrospuszta
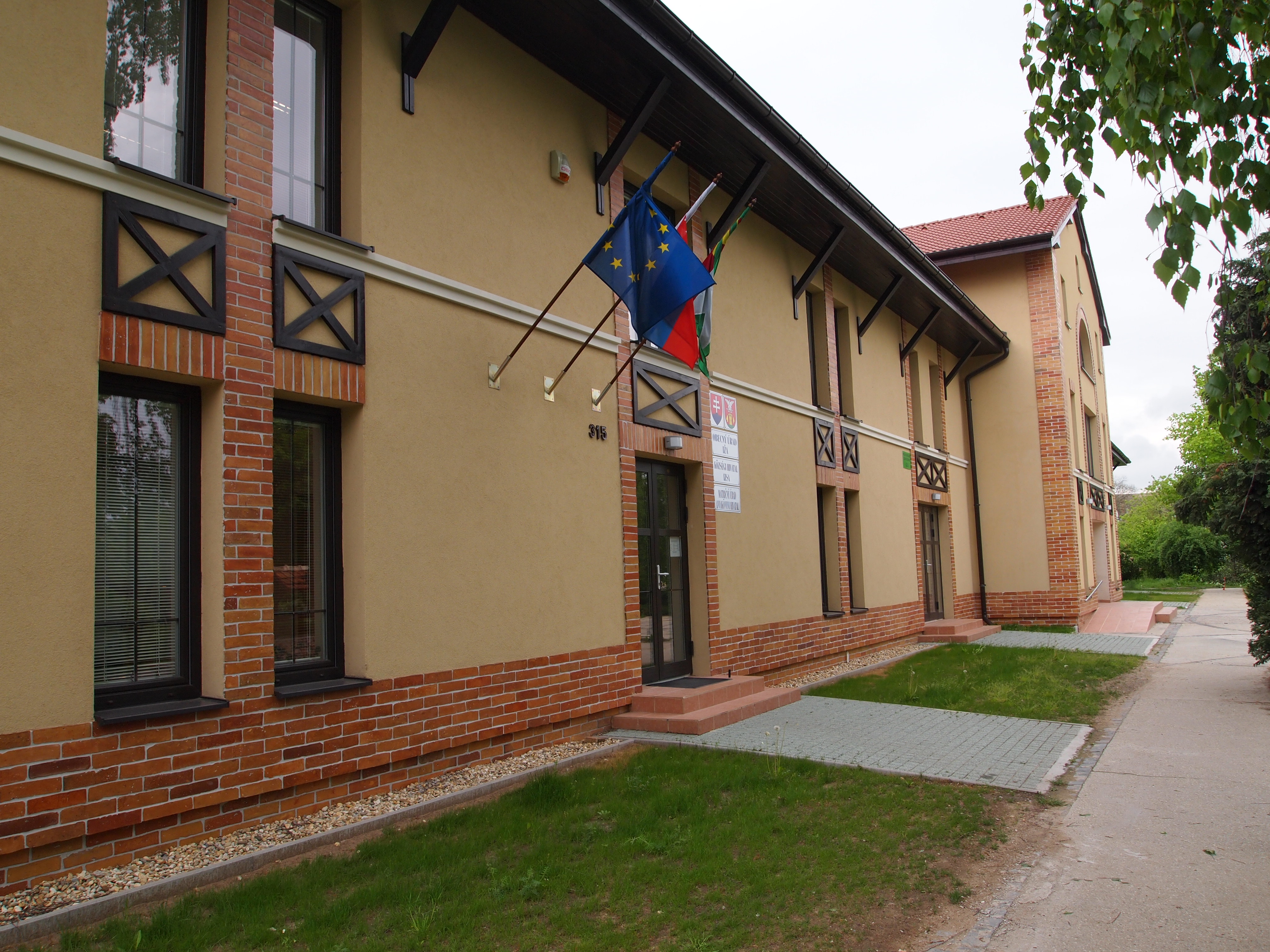
A községi hivatal épülete

### Leányvár – Celemantia

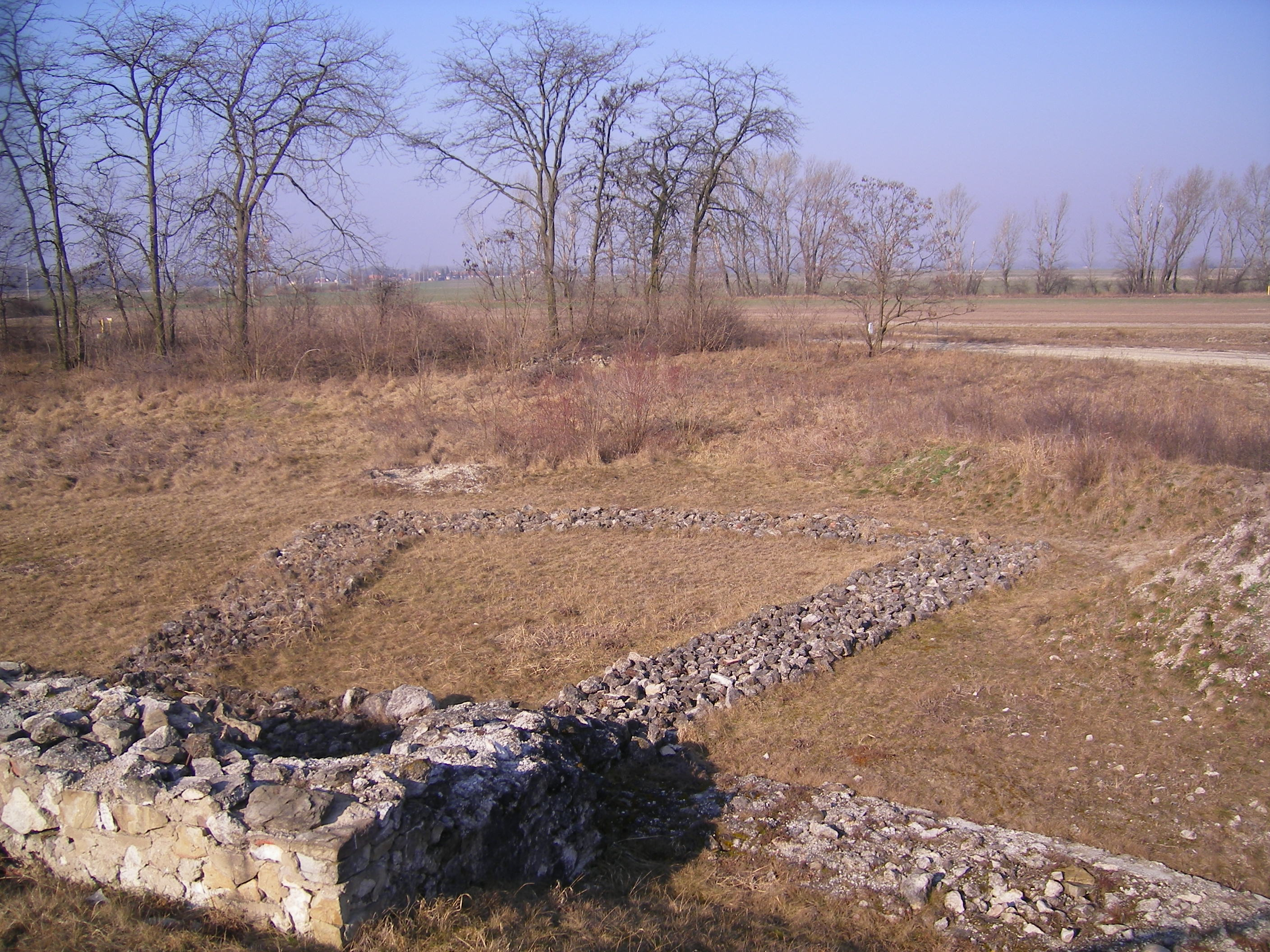
Celemantia római tábor - az északnyugati őrtorony alapjai
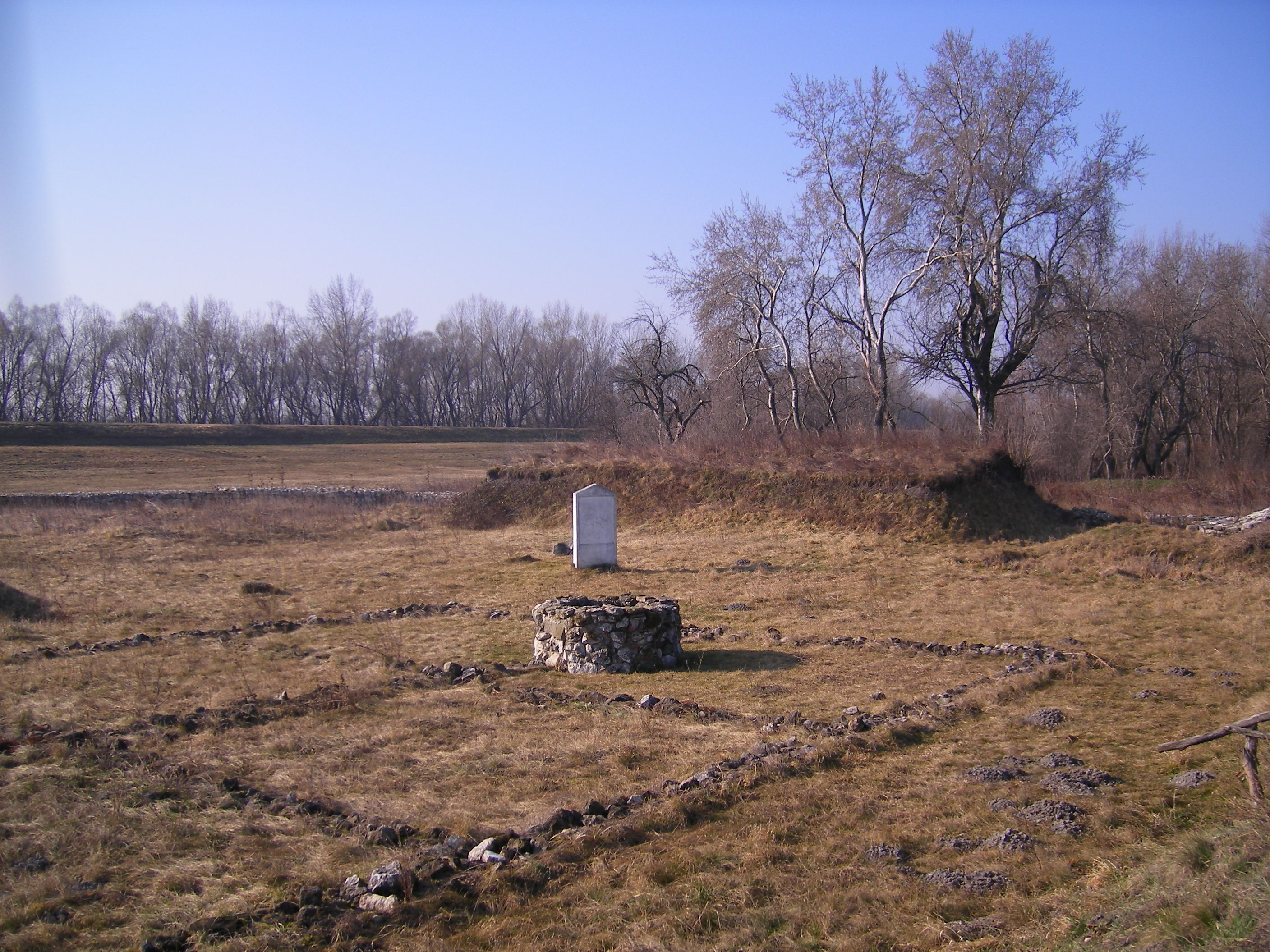
Celemantia római tábor
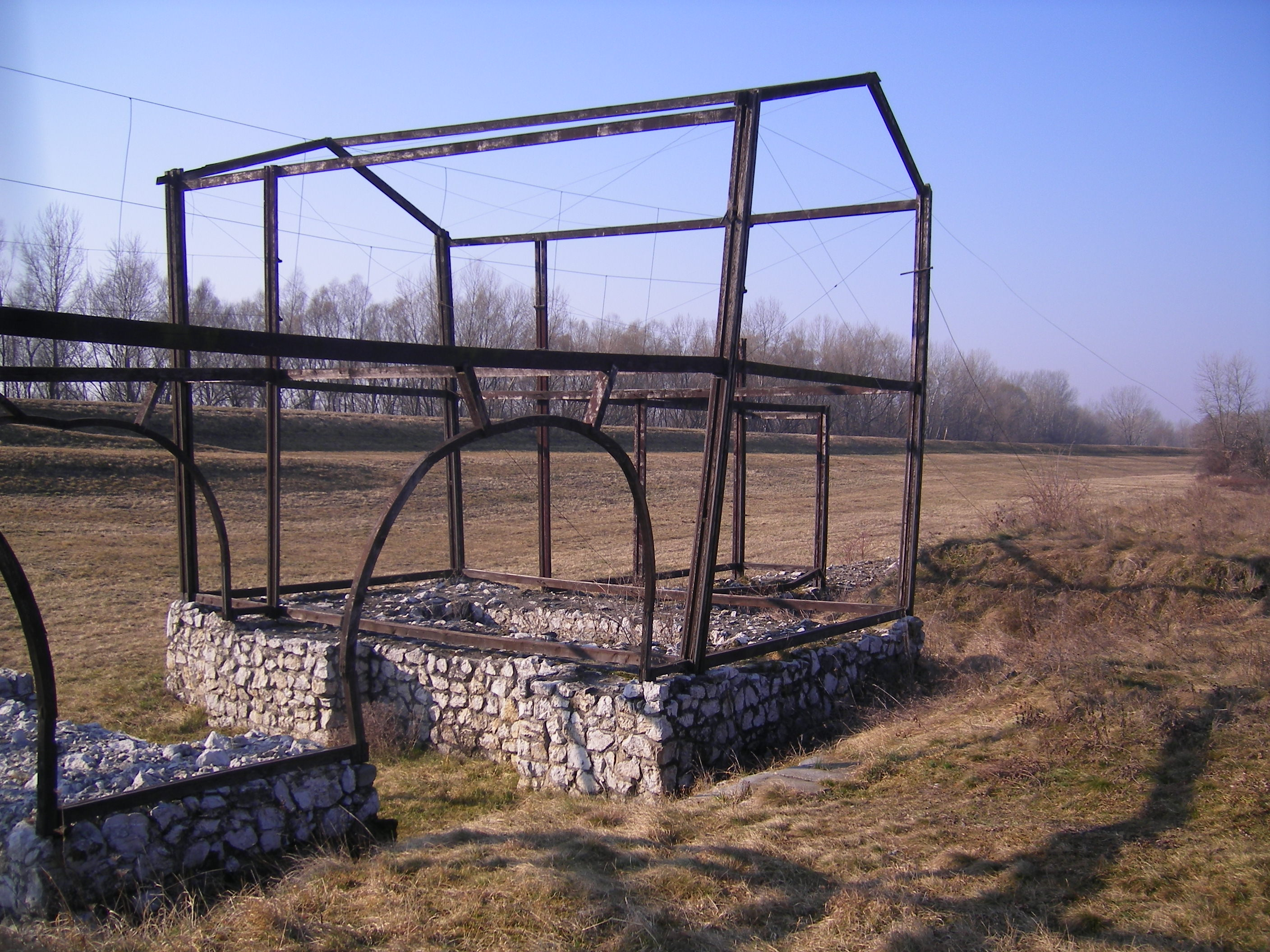
Celemantia római tábor - az északi kapu
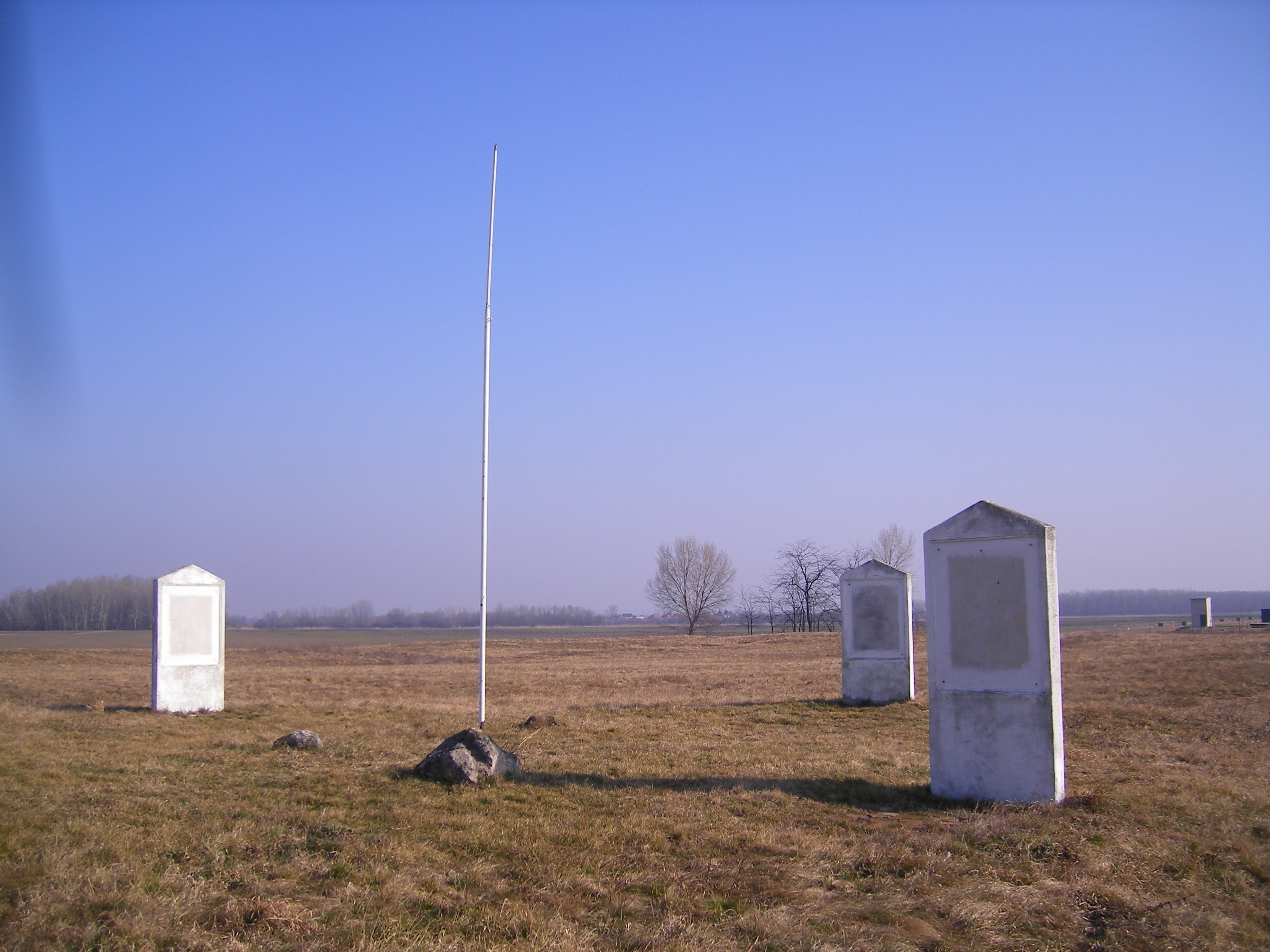
Celemantia római tábor
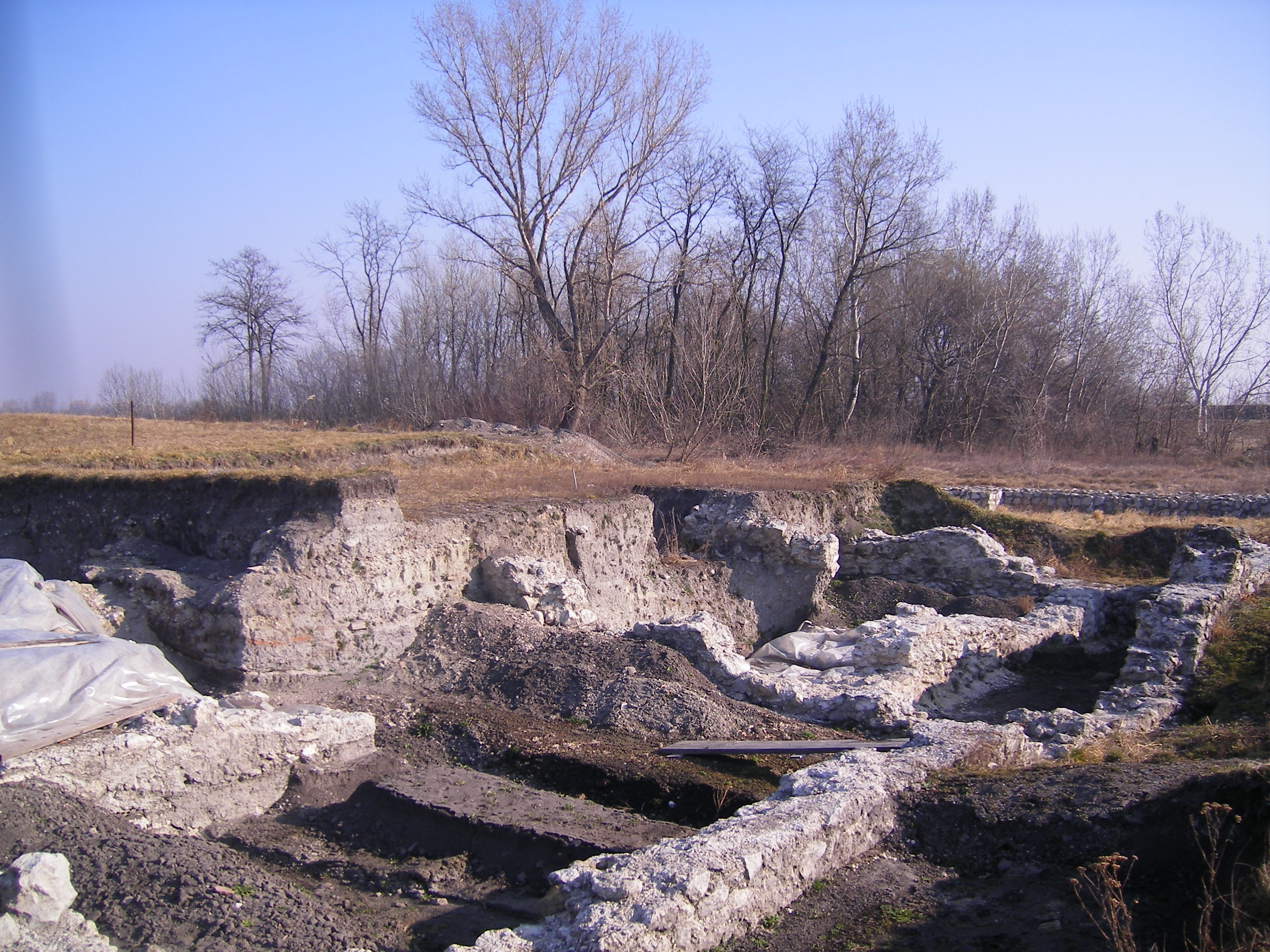
Celemantia római tábor – ásatások
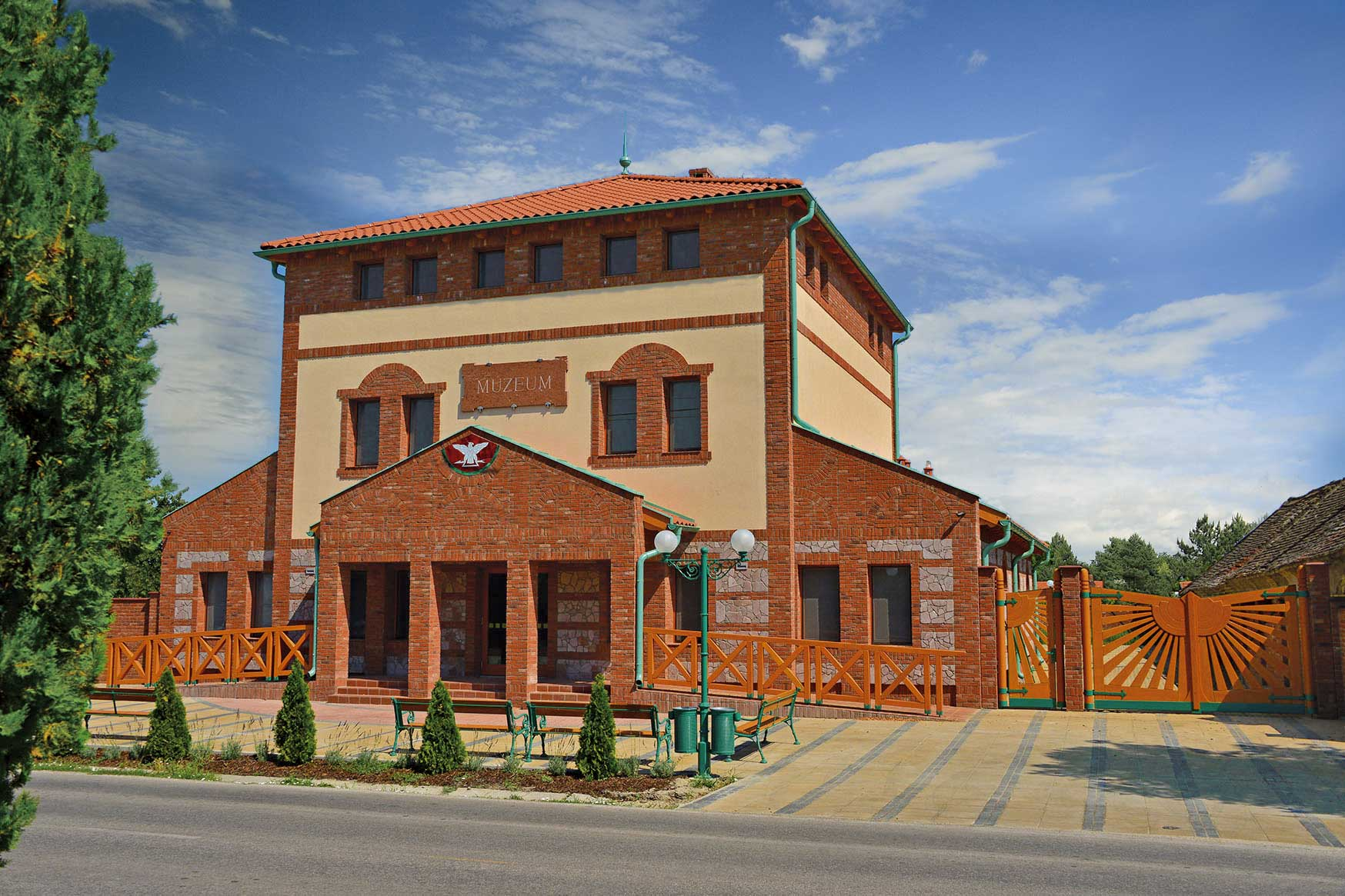
Római kori és néprajzi múzeum
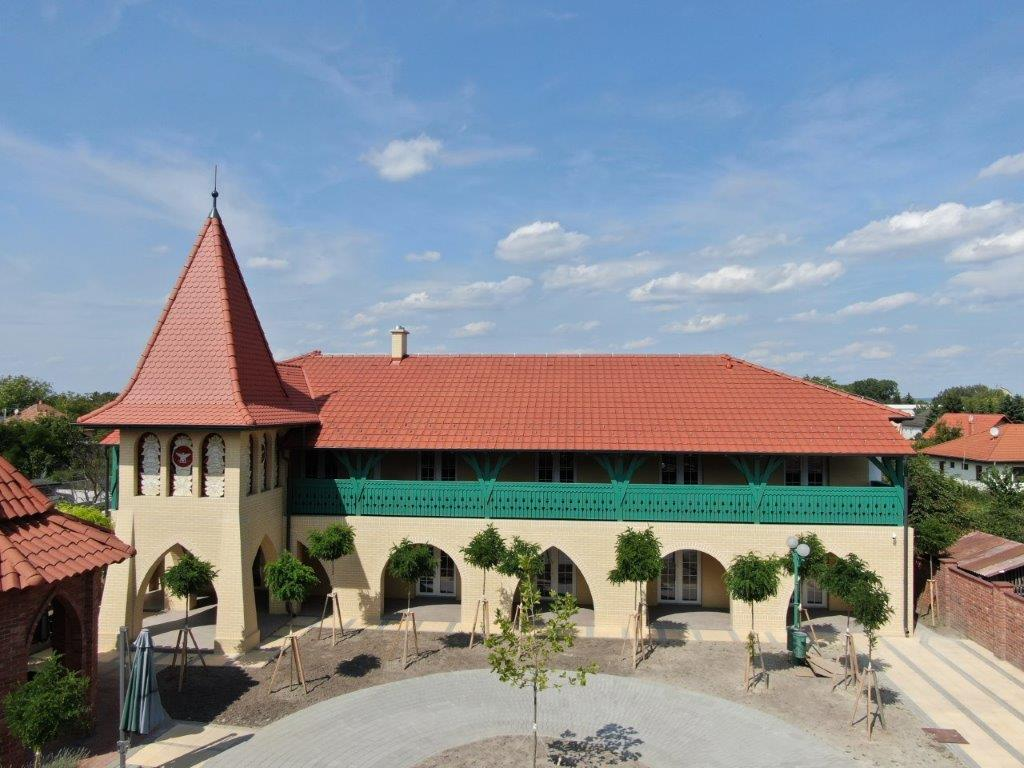
Iparművészeti műhely

## Testvértelepülés
- Murony,[17] Magyarország
- Almásfüzitő, Magyarország